# プロレス
プロレスは、興行として行われるレスリング。格闘技、スポーツ、ショー、エンターテインメントなどの要素が融合され、リングで観客へ見せることを目的として試合を行う。
正式名称はプロフェッショナルレスリング（Professional Wrestling）またはプロレスリング。他には興行レスリング、職業レスリングとも呼ばれている。日本では古くは西洋相撲（角力）と呼ばれており、現在はプロレスと略された呼び名が最も使われる。アメリカなどではレスリングとも呼ばれ、メキシコではルチャリブレ、他のスペイン語圏ではpressing catchやachascán、ヨーロッパでは英語圏ではキャッチ・アズ・キャッチ・キャン、その他の語圏ではキャッチレスリング (Catch_Wrestling) やLucha_libre_profesional等と呼ばれている。
ショー的要素などを取り込んだ故、１つのジャンルでは言い表しきれないのが特徴で、メディアやオーナー、プロレスラーは既成の語を組み合わせて定義したり、団体のコンセプトを現したりする。アメリカではマット・ショー（mat show）、スペクテーター・スポーツ（spectator sports）（観賞用スポーツ）、アントニオ猪木は格闘芸術、ビンス・マクマホンはスポーツエンターテインメントと称し、エンターテインメント性の強いWWEはレスリングの代わりに使用することが多い。
試合は打撃技、関節技、絞め技、投げ技、浴びせ技、フォール技、飛び技、時には凶器などを用いて行われて試合において闘う者はプロレスラーもしくはレスラーと呼ばれている。
アメリカ、メキシコ、日本などにおいて歴史があり複数のプロレス団体が存在している。最初に挙げたこの3か国は、多くの専門家によってこの分野における「世界大国」であると考えられている。この他にカナダ、オーストラリア、イギリス、ドイツ、ロシア、イタリア、スペイン、フィンランド、オーストリア、ニュージーランドなどで盛んとなっている。プロレス団体がない国においてもテレビとインターネットを通じて世界中の人にも楽しまれている。

## 概要
興行会社が試合、その他で構成される興行を開催することで観戦料などの収入を得る。プロレス業界において興行会社は「団体」と呼ばれている。女性のプロレスラーの行うプロレスは「女子プロレス」と区別されている。それ単独での興行は存在しないものの、低身長症のプロレスラーが行うプロレスは「ミゼットプロレス」と呼ばれている。
プロレスは、真の競技よりもエンターテインメント性やストーリーテリングに重点が置かれている点で、オリンピックなどで行っている競技レスリングとは区別される。ただし日本では、事業収入を得ないアマチュア組織も存在して、中でも学生の愛好家によるものは学生プロレスと呼ばれる。本来、メキシコを除いてはライセンス制度が無いため、厳密にアマチュアとプロを分類することは不可能であるが、強いて分類するなら観戦料徴収の有無で分けることが出来る。アマチュア選手のプロレスは、地域の催事ないしは祭事でプログラムの一環として無料で行われることがみられる「アマチュアプロレス」という名称で知られ、表現が矛盾していることはあるが、これはプロではないがプロと同じ形式という意味で使用される。「プロスタイルレスリング」、「ノンプロ」との合成語として「ノンプロレス」と表現されることもある。1つの地域に重点を置く地域密着型と都市圏を中心に全国を回る巡業型がある。
勝敗を競う形式を取るが、アメリカのWWEはあらかじめ作られた台本に則って行われている「エンターテインメント」であることを明らかにしている。理由としては、筋肉増強剤などの昨今のプロスポーツと薬物の問題が根底にあるが、その他にも、スポーツ委員会によりも興行（娯楽）として登録する方が保険料が低く済み経費削減に繋がることや、株式上場の際に経営透明化という観点から、業務内容を公開する必要があったためである。
1950年代にフランスで活動したロジェ・ドラパルトは、プロレスの持つ競技牲と演劇性を「プロレスは75パーセントのスポーツと25パーセントのスペクタルがなければならない、その逆はない」と例えている。
世界各国、本格的な競技レスリングは、一般的にアマチュアレベルで行われており、競技レスリングのプロリーグは存在しない。これは同競技の興行人気の低さによるもので、一例として、アメリカのプロフリースタイルレスリングリーグであったリアル・プロ・レスリング (Real_Pro_Wrestling) は、わずか2シーズンで2007年に解散している。他方、イランやインドなどの国では、レスリングは純粋なスポーツとして広く人気があり、その意味で「プロレスリング」という言葉は、これらの国ではプロ選手のレスリングという文字通りの意味を持ち得ている 。その例として、インドのプロ・レスリング・リーグ (Pro_Wrestling_League) が挙げられる。また、ドイツなどでも競技レスリングはドイツレスリング連盟（DRB、de:Deutscher_Ringer-Bund）が1964年からブンデスリーガ (Bundesliga_(wrestling)) を形成し、クラブ間の対抗戦を行っており、時々日本人も参戦している が、2016年にポーランドの全国リーグKLZをモデルとして、連盟から独立したドイツレスリングリーグ（DRL、de:Deutsche_Ringerliga）がプロリーグとして発足し、このリーグはレスリングをプロとして売り出す役割を担うこととなった。そして最初のシーズンで、レスリングをドイツの無料テレビ放送に復活させることに成功し、グループステージの4試合と決勝戦2試合は、Sport1チャンネルで30分番組の概要として放送された。ただし、ドイツ国内でレスリングを行うドイツ人は極めて少なくなっており、DRLも発足時から参加選手は外国人選手が主である。
歴史的に活動が盛んな地域としてはアメリカ、メキシコ、日本、カナダ、オーストラリア、ヨーロッパが挙げられる。アメリカではプロレスでもレスリングでも「レスリング」と呼ぶが、プロレスのみを指す場合はショー・ビジネスのそれとして「ラスリン」と南部訛りで呼ぶことがある。

## 運営
プロレスはサーカスや移動遊園地での小さな興行形態で始まったが、今では数百万ドル規模の産業となっている。収入はチケット販売、テレビ放映、商業販促品の販売などのマーチャンダイジングから得られるが、インターネット中継なども行われている。

### 事業内容
エンターテインメント産業とほぼ同じ事業形態で運営が行われている。

### 事業形態
球場、体育館、イベントホール、屋外などを会場とし、そこにリングや周辺器材（フェンス、椅子等）を設置して有料で試合を観戦させる「興行」が主な事業である。会場の規模と観客数は団体や興行規模により様々であり、数万人を動員することもあれば、数十人程度の観客を相手にすることもある。WWEのレッスルマニア32では10万人を超える動員に成功している。1つの興行で5試合から10試合を行うことが多い。多くの団体はこのような興行を複数回実施する、シリーズと呼ばれる企画を年間複数回組み、選手と従業員、機材は全国を移動しつつこれを開催する。これを「巡業」と呼ぶ（巡業については後述）。また、経済的あるいは他の事情から巡業を行わないプロレス団体も存在して、団体が所有してリング等を設置している「常設会場」を使用するか、限られた地域にて営業している会場を使用している。

### 事業収入

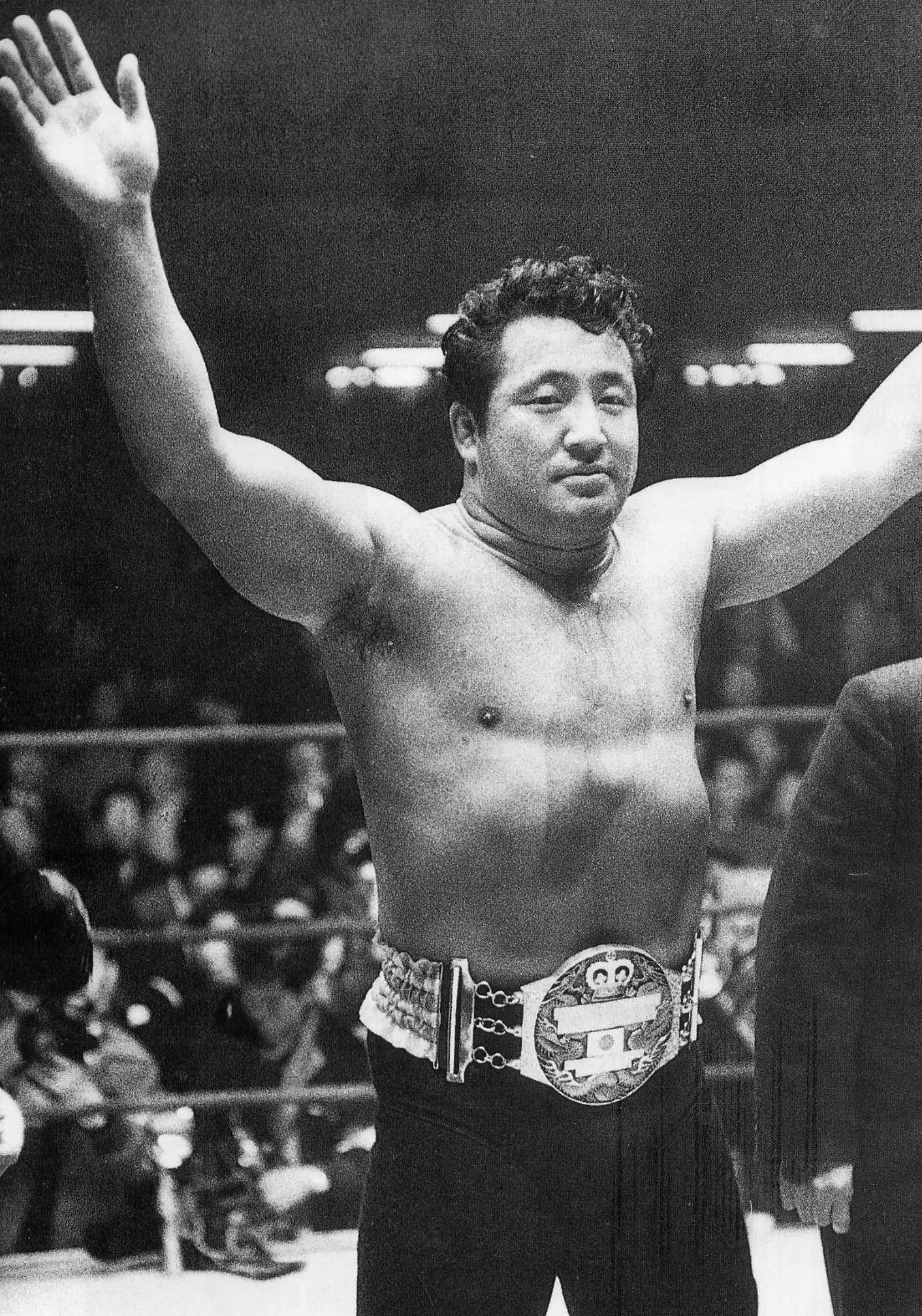
力道山

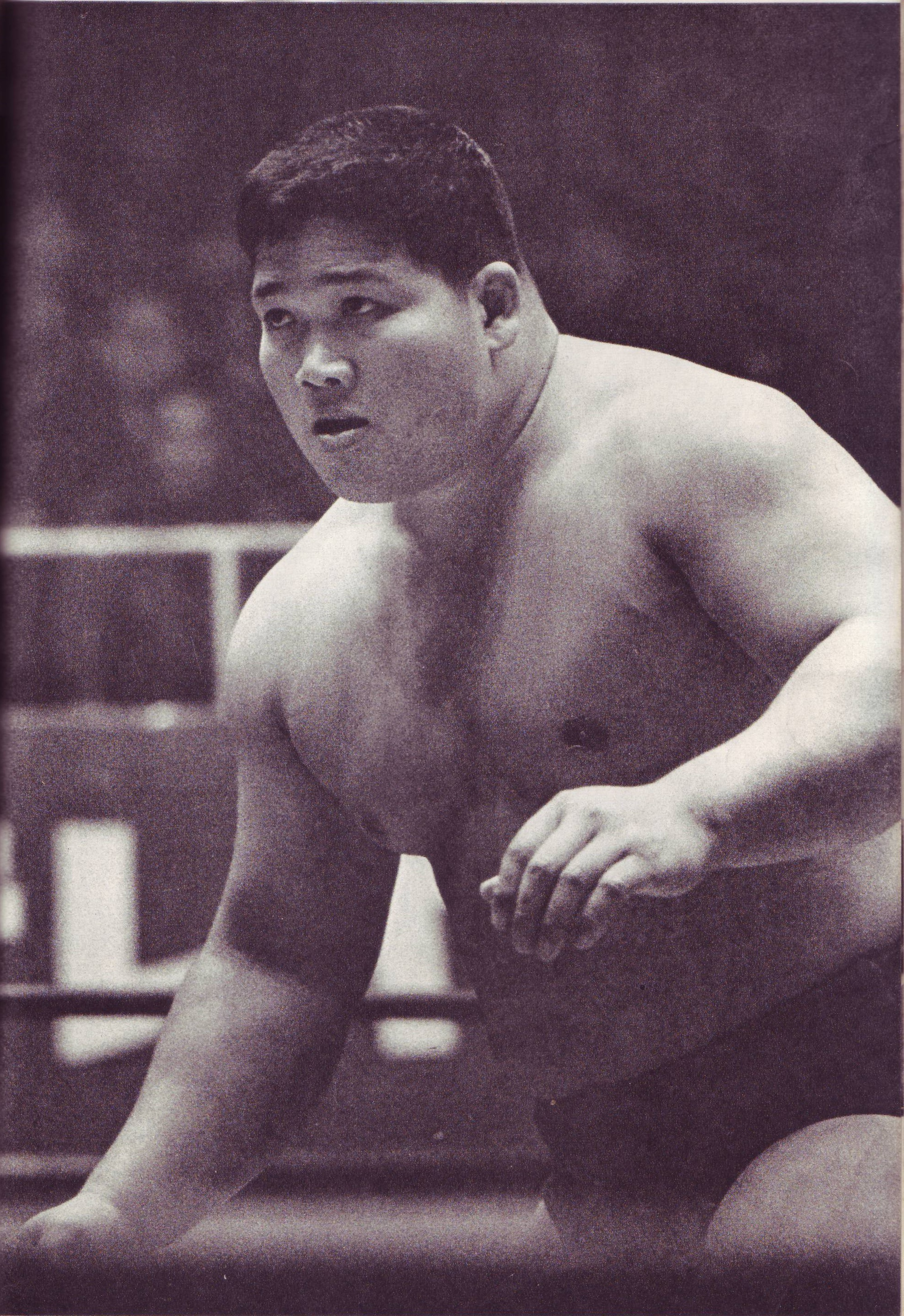
豊登

観戦料
観戦の際必要になる有料入場券（チケット）の売り上げ。自主興行では事業収入の重要な柱の一つである。価格は3000円から2万円程度と幅広く、興行の規模や席種により変動し、10万円以上の値を付けることもあり、WWEの最大イベント「レッスルマニア」では最も高額なリングサイド席で2000ドルにもなる。地方興行などではコンサート同様にスーパーマーケット、コンビニで割引優待券が配布されていることもある。
日本では、一部団体が当日会場のみで発売される小中学生料金のチケットもあり、全席指定である新日本プロレスの様に前売券の残余を発売（この場合は席の指定や連番での購入は不可。前売時点でチケットが完売した場合は発売されない）する場合もあるが、ほとんどの団体は自由席もしくは立見など観戦エリアが指定されている。
また日本では、他のスポーツ興行と同様に、法人顧客にある程度まとまった数を販売し、法人が自身の顧客に対して販促の一環として配布したり、余まれば福利厚生の一環として従業員に配布することもある。なお、ビッグマッチを除き、地方興行ではプレイガイドでの販売数はそれほど見込めないため、法人営業力の重要性は高い。また、選手自らチケットを販売（手売り）する事も珍しくなく、主にインディー団体においては、それが選手の収入に繋がっていることもある。
なお、人望のあった選手などが重い病気や重度の負傷、リング内外の事故により事実上の廃業、あるいは長期欠場を余儀なくされた時、その選手やその家族のために闘病のための療養費用などの一助にしようと、選手有志や縁のあった団体などの協力という形で選手のための興行が行われ、観戦料などの収益がその選手に渡されることもある（ガンで引退した冬木弘道の引退試合など）。
グッズ販売
プロレス団体がTシャツやタオルなどの衣料品、パンフレット等を製作して販売することによって得る収入。会場の売店での販売が中心だがスポーツショップや通信販売で販売を行うプロレス団体も多い。
また、会場の特設売店やイベントで選手が購入者へサインを贈る等のファンサービス販促を行うこともある。これらは粗利が高く日銭を稼ぐことが出来るため、零細団体ほど比重が高くなる。グッズが製作できなくなるとプロレス団体は経営的に破綻寸前であることが多い。それ以外にも、ゲームソフトなどのロイヤリティーも含まれる。
コンテンツ販売
試合を収めたDVDの販売、インターネットでの配信を行うプロレス団体もあり、アメリカのインディー団体では映像ソフトにパッケージという目的を持って試合を行う場合もある。
21世紀以降ではネットによる動画配信からの収入が無視できない規模になっており、例として新日本プロレスは月額制動画配信サイト「新日本プロレスワールド」で10万人超の会員を抱え、大きな収入の柱の一つとなっており、多くの大手団体が月額制動画配信サイトを運営している。また、携帯電話サイトの有料会員向けに待ち受け画像、着声などを配信するケースもある。
広告料
リングやパンフレットなどの広告スペース料や冠興行での協賛金など。
場合によっては、スポンサーとのタイアップ広告が打たれることもある。
テレビ放映料、PPV販売
試合映像の放映権やPPVを販売して得る収入。
もともと、プロレスはペイパービュー（PPV）というコンテンツ配信を現実的なソースにした先駆者でもあった。レッスルマニア、 レッスルキングダム、ROHファイナルバトル (ROH_Final_Battle) 、TNA・バウンド・フォー・グローリー、ロイヤルランブル、トリプルマニア (Triplemanía) 、タイタネス (Guerra_de_Titanes) 、CMLLアニバーサリー (onsejo_Mundial_de_Lucha_Libre_Anniversary_Shows) などのイベントは、毎年最大のPPVと化した。ホームビデオの売上がビルボードチャートの大部分を占めており、毎週トップ10中3位から9位あたりにランクインしている。
ブラジルでは、1960年代から1980年代初頭にかけて、『テレキャッチ』という非常に人気のあるレスリングテレビ番組があった。
日本ではかつて地上波テレビ放送が無いプロレス団体では、経営が成り立たないと言われていたが、UWFがビデオ販売でヒットを飛ばしたことやケーブルテレビ、CSで放送される有料専門チャンネルの増加などから、必ずしも地上波での放送がなくとも経営ができるようになった。また、多くの団体ではビッグイベントをケーブルテレビやインターネットでのPPV方式で販売して収入に直結させている。
近年ではYouTubeなどの無料動画配信サイトで動画を配信し、そのサイトから支払われる広告料を収入の柱とすることもある。
選手による芸能活動
出演するテレビやラジオ、映画出演や各種イベントでのトークショーなどの出演料。
プロレス団体を所属事務所とし、例えば、新日本プロレスなどの一部の団体では芸能事務所と提携して芸能活動のマネジメントを任せることもある。
プロレスラーが主演を務める映像作品もあり、ドウェイン・ジョンソンなど、俳優業を本職としたものもいる。
飲食店経営
プロレス団体が運営する喫茶店やレストランの事業収入。日本では全日本女子プロレス、大日本プロレス、DDTプロレスリングなどでは、新人プロレスラーを中心とした所属プロレスラーや引退した元プロレスラーがスタッフとして働く店を経営する例もある。また、大阪プロレスやスポルティーバエンターテイメントのように常設会場にカフェ・バーなどの飲食店を併設しているケースもある。
興行権販売
主に地方での巡業であるが、各地方のプロモータと呼ばれる興行会社（いわゆる勧進元）などに一定額で興行権を販売する。地域に根ざしたプロモータが営業活動、宣伝活動などの業務を行うため、プロレス団体のスタッフの負荷が軽減できることや不入りであっても安定した収入を得られる点が利点。このような興行は「売り興行」あるいは「委託興行」と呼ばれる（大相撲における地方巡業やプロ野球における地方球場での公式戦でも見られる形態）。逆にプロレス団体自らが興行を開催して、直接収入を得る興行を「手打ち興行」あるいは「自主興行」と言う。
興行形態としては他にプロレス団体とプロモーターで負担を分担し合う「分興行」（いわゆる「合同興行」で採られることが多い）、団体が一部経費を負担して残りをプロモーターが負担する「乗り興行」（プロボクシングで多く見られる形態。プロレスでは「プロレス夢のオールスター戦」「夢の懸け橋」などが該当）がある。
元選手が引退後にプロモーターに転身することもある。現役選手でも出身地や縁の深い場所で興行を行う際、興行権を購入して取り仕切ることもある。また、一部のプロモーターが興行権を団体から購入せず自らの手で興行を打つこともある。
祭事、催事のプログラムの一環として試合を行うこともある。代表例はフリーマーケットや競艇場など。変わり種として結婚式の余興で行うこともある。

### 選手兼社長
プロレス団体、興行会社における特徴の1つとして現役選手または引退した選手がプロレス団体を運営する会社を設立して、その社長業を兼務するというものがある。日本でもプロレス団体運営システムの始祖である力道山からこの形式は始まっており、日本プロレスから、さらに派生した新日本プロレス、全日本プロレスもこの形式を踏襲したほか、2024年現在も新日本プロレスなどはこの形式を取っており、特に女子プロレスでは、センダイガールズプロレスリング、OZアカデミー女子プロレス、ワールド女子プロレス・ディアナ、プロレスリングWAVEが該当する。
引退したプロレスラーが社長を務めるプロレス団体としては過去には国際プロレスなど、2019年現在はPURE-Jなどがある（PURE-Jについては現役から継続）が、これは主演スターが座長も兼ねる劇団の世界に近い形態といえる。
興行の現場を知るものが社長業を行うことで、現場（プロレスラー）との乖離を避けることが出来たり、スポンサーとの営業活動などに利点がある。その一方で、ワンマン体制や血縁、同族企業になりがちとされ、また、プロレスの試合におけるセンスと経営の能力は別物であるため、経営を手助けする優秀なブレーンとなる存在が無ければ維持することは難しい。さらに、特に主力選手が社長を務めるケースにおいて、プロレスラーとしてのコンディション維持に必要なトレーニング、休息、リハビリなどの時間の確保が困難になり、三沢光晴の死亡事故を機に問題視する声も出ている。
これに対して選手出身ではない者（「背広組」と呼ばれている）が社長や経営幹部を務める場合は、経営と現場を分離して安定した運営をすることができるものの、選手と経営組の間に軋轢が生まれ、活動を停止するケースも存在する。さらにプロレスラー出身のトップから交代した場合、絶対的な影響力を持つ社長プロレスラーの退陣によって（プロレスラー、背広組問わず）後任者が選手やフロントをまとめきれず瓦解するケースも少なくない。
このためJWP女子プロレスや、ジャイアント馬場が会長に退いていた時期の全日本プロレスの様に、背広組社長が会社経営に専念して、マッチメイクなどの現場にかかる業務のほとんどを選手に委ねるプロレス団体も存在する。
一方で「背広組の社長がプロレスラーになる」ケースもある。WWEでは会長であるビンス・マクマホンが（時期によるが）自ら試合に出る。彼は「背広組」であるが、これは演出の必要上もあるが、レスラーとしての出場例である。また、FMW社長の荒井昌一はプロレスラーとしての訓練は積んでいなかったが、演出としてリングでプロレスラーとの乱闘を演じたことがある。I.W.A.JAPAN社長の浅野起州も元はプロモーター出身の背広組だが、2000年の「プロレスラーデビュー」以後時折試合に出ていた。ハッスルMAN'Sワールド最高経営責任者の草間政一の場合は、レスリング経験者ということもあり、2010年に「プロレスラーデビュー」して勝利を収めた。

### 巡業
日本のプロレス団体でツアー展開をする場合は、相撲の地方興行やサーカスと同様、巡業の形態を取ることがある。メジャーと呼ばれる大規模団体が開催する興行数は年間100～150試合前後と他の格闘技と比べて圧倒的に多く、スタッフはリングや周辺機材を積んだトラックで別移動するが、プロレスラーは集団でバスなどを用いて移動して同一のホテルなどに宿泊する。
競技性を売りとするUWF系の団体では、コンディション調整に時間を割くため、興行数は年間数試合から数十試合程度となっている他、対戦するプロレスラー同士が会わないよう、別のホテルに宿泊させて競技性の保持に務めた。
集客数は、試合の会場とする場所にもよるが、スタジアムなどの大会場では数万人規模、地方の体育館やイベントホール、屋外グラウンドなどの会場では数千人から少なくとも千人程度までの集客を見込んで興行を打つことが一般的である。
興行の際の会場使用料に関しても、主要アリーナや公共の体育館は入場料を徴収するアマチュアスポーツ大会使用時よりも高額（入場料を徴収するアマチュアスポーツ大会使用時の使用料より3から10倍程度）に設定されている。使用料自体も、開催曜日（土曜、休日は平日よりも高額となる会場もある）、使用時間帯（定額制の会場もある。時間帯制の会場は時間が遅くなるほど高額になる）、最高入場料（特別リングサイド料金）、観客席の使用の有無などで会場によって異なっており、設営から撤収までの時間で使用料が決まる。会場使用料には基本使用料の他にも、時間外使用料、冷暖房料金、照明料金、テレビ中継を行った際の設備料金などの付帯料金などが加わる。
使用料の支払は基本的に前払い（前払いの場合は支払期限があり、期限を過ぎれば予約は自動的にキャンセルとなる）であるが、一旦使用料を支払えば、開催中止の場合でも使用料を返還しない会場が殆どであり、その場合は巡業の収支にも大きく影響する。また、撤収が予定よりも伸びた場合の時間外使用料や会場設備を損傷した場合に生じる損害賠償は、後日会場側から団体に請求され、追加の負担となる。大日本プロレスは損害賠償のリスクを回避するため、会場によってマッチメイクを決めている。国際プロレスはジプシー・ジョーが参戦したシリーズでは損害賠償に悩まされていた他、新日本プロレスは観客が暴動を起こしたために使用料をはるかに超える損害賠償を請求されたり、使用禁止を言い渡されたことがある。また、全日本女子プロレスは、急遽後払いに変更した会場使用料を滞納したため、会場を管理する地方公共団体から告訴されたことがある。
会場や興行の規模によっては、使用申込後に他のスポーツイベントや行事などとの日程を調整する利用調整会議への出席が義務付けられている会場や使用申込後に団体の信用度などの事前審査を行う会場もあり、会場の事前審査によっては使用不可となる場合もある、使用料の滞納などで使用禁止となる場合がある。
海外ではプロレスラーの現地集合、現地解散の方式を取ることが大半で個別行動が基本。新人や若手レスラーは、移動経費の節約のため、自動車や先輩選手の自家用飛行機に相乗りで移動することもある。それが故に、大剛鉄之助やジョニー・バレンタインが事故でプロレスラー生命を絶たれたり、アドリアン・アドニスが移動中の交通事故で死去したケースもある。日本でもJWP時代のデビル雅美やFMW時代の大仁田厚は自家用車に後輩を乗せて移動していた。

#### 巡業を伴わない興行
近年では何らかの形で常設会場を設けて地方巡業を行わないプロレス団体も増えてきている。主にローカルインディーや草の根インディー或いは「どインディー」 というスラングで呼ばれる極めて小規模な団体がこの形態を取ることが多い。
こうしたプロレス団体はメジャー団体や中規模インディ団体のように集客数の採算分岐点の大きく、かつ会場使用料が高額な大会場を用意する経営体力がないため、仮に巡業を行う場合であっても小規模な公民館や体育館の一室、或いは駐車場の一角で平均百人前後、多くても数百人程度の集客で興行を成立させる運営を行っていることが多い。
リングさえ用意してしまえば何処でも興行会場になるとも言えるため、極端な場合ではプロレス団体事務所の敷地内にリングを置いたり、リングが常設されているプロレス団体の道場に客を集める形態（いわゆる道場マッチ）を取る場合もあり、数十人から数人程度の観客動員でも興行を成立させたと見なしてしまう零細団体も存在する。
海外ではプロレスラー自身が各地のインディー団体を転戦するケースも多く、この形式はインディーサーキットと呼ばれている。
2010年代以降、特に新型コロナウイルス感染症の世界的流行以降、YouTubeやUstream等の動画配信サービスを利用し、道場もしくはスタジオで行う無観客試合を配信する形で興行を行う団体も出てきており（「19時女子プロレス」、「NOAH “NEW HOPE”」等）、これらも通常巡業は行わない。

### 進行形式
プロレスの興行は1日で5から10程度の試合が行われる。トータルの興行時間は平均して3時間前後が基本で1度休憩が挟まれることもある。試合の構成は以下の通り。
- 選手入場（テーマ曲が流されて会場によってはライトアップなどの演出が取られる）
- 選手名、身長や体重などの紹介
- 試合開始
- 試合終了
- 選手退場（勝利者のテーマ曲のみが流される）

WWEなどのように選手名を告知してから入場してリング上では告知を行わない団体もある。
選手入場の際に用いられるテーマ曲はアーティストによる既存曲と選手個人または団体が制作を発注したオリジナル曲がある。試合をパッケージ販売する際の著作権処理の煩雑さと使用料回避のため、オリジナル曲を使う傾向が強くなっている。コスト削減のためパッケージ販売時には入場シーンに別の曲を編集で用いたり入場シーンそのものをカットしているものもある。また、タッグマッチ（詳細は後述）の入場時に用いられる曲は「格上」のプロレスラーのものであることが基本である（大物同士のタッグでは同格であることを強調するため両者のテーマ曲を混合した曲を用いることもある）。アングル上の決着戦の場合は通常と異なる前奏を付加したものやタッグマッチ時に1人ずつテーマ曲に合わせて入場するといった演出が施される。

## ルール

### スタッフ
試合を行うプロレスラーの他に試合を行うために必要なスタッフとして次のようなものがある。
コミッショナー
試合の最高責任者。
レフェリー
試合の審判員。
リングアナウンサー
選手、レフェリーの紹介等、試合の司会、進行役を行う。
タイムキーパー
試合時間を計時し、レフェリーの合図、時間切れでゴングを鳴らして試合の開始、終了を他のスタッフ、観客に告知する他、試合結果の公式発表を行う。
リングドクター
試合等で負傷したレスラーに対する処置を行う。
実況、解説を含む場内放送係員
場内放送設備を操作して実況、解説を行う傍ら観客に注意を促すなどの呼びかけを行う。リングアナウンサーが兼務することが少なくない。
その他に試合の運営に必要な係員

### 基本的なルール
勝敗は以下の状況に至ったとレフェリーが認めて、その旨を宣告した時点で成立している。
フォール
対戦相手の両肩をマットに押しつけ（フォールという）、レフェリーが3カウント数える。
ノックアウト（KO）
10カウントの間立ち上がれないでいること（レフェリーによって、またカードによって、カウントのスピードは異なる）。
リングアウト
10カウント、ないし20カウントの間リングの外に出ていること（WWE、TNA、全日本プロレスなどが前者を採用、日本のプロレス団体の多くは後者を採用）。新日本プロレスや国際プロレスではリングアウトは20カウント、エプロンアウトは10カウントである。
ギブアップ
口頭での敗北意志の提示をする。
タップアウト
相手の体の一部またはマットを叩くことにより敗北意志の提示をする。
レフェリーストップ
関節技を受けている選手がギブアップやタップアウトせず、これ以上技を受け続けていると重傷を負うと判断した場合はレフェリー権限で強制的に試合を終わらせる。スリーパーホールドなど絞め技の場合はレフェリーが絞められている選手の腕を上げてから離して3回腕が落ちれば負けとなる。日本プロレスリング・コミッション認定プロレスリング競技規約（以下、「日本コミッション認定規約」）ではレフェリーストップは国際柔道連盟と同様、失神など実際に試合続行不可能になった時だけになっている。
反則勝ち（反則負け）
凶器の使用、レフェリーに暴行、セコンドの協力的乱入があった場合、行為を行った側が強制的に負けとなる。ただし、例外もある（詳しくは下記参照）。
セコンドからのタオル投入（TKO）
オーバーザトップロープ
トップロープの上を越えて場外に落ちたら失格となるルール。主にバトルロイヤル形式の試合で採用される。また、アメリカでは相手選手をトップロープの上を超えて場外に落とした場合反則負けとなるルールが過去に採用されていた。
その他に次に掲げる代表的なルールがある。
- 基本的な攻撃は打撃技、関節技、絞め技、投げ技、浴びせ技、フォール技、飛び技。
- プロレス団体により、詳細は異なるが一般的なプロレスのルールでは反則は5カウント以内に止めなければ反則負けとなる。これは逆にいえば5カウント以内であれば反則攻撃が認められている[36] ということであり、プロレスの試合における攻撃手段や表現のバリエーションを形成する要素となっている。
  - 禁止されている攻撃として、目（サミング）、喉（チョーク）、急所への攻撃（ローブロー）、噛みつくこと、拳での突き技、つま先での蹴り技、1本のみの指を取ることなどがある。ただし打撃系の反則技は後述の5秒ルールのため相手の体に断続的に密着しない限りは注意のみで反則を取られないので事実上は反則技でないことが殆ど。（ローブローのみ例外の場合がある）日本コミッション認定規約ではのどへのチョークは反則と書いていない。また、2本のみの指を取るのも反則である[35]。
  - 観客用のイスを始めとした武器（凶器）での攻撃は反則とされるが、団体によっては即時に反則負けとなる場合もあれば、カウント内での使用が認められる場合もある。同じ団体の試合であってもレフェリーによって判断が異なることもある。
- ロープブレイク : 技をかけられているレスラーの体の一部分がロープ外のリングサイドエプロンに完全に出た場合は、技の解除が求められる。フォール中の場合は、カウントはストップされる。
  - 原則的に四肢の場合、手なら肘より上、足なら膝より上がロープに出ないとロープブレイクとみなされないため指先が触れただけの場合などはレフェリーがロープを叩く蹴るなどして一旦離して再度きちんとしたロープブレイクを求めることもある。またロープを利用したり、掴んでの攻撃は原則的に反則である。
  - 日本コミッション認定規約ではロープブレイクの規定がない[35]。
- 試合時の服装規定は無い。そのため普段着で試合をしたり、ニーブレース（knee brace、金属製の強固な膝サポーター）などを着用して試合をする選手もいる。

#### 日本プロレスリング・コミッション認定プロレスリング競技規約
この規約は新日本プロレスと国際プロレス合意のもと制定された。両団体と日本以外のプロレス団体NWA、WWF、NWF、IWAで採用実施している競技規則を原則的方針として制定され、両団体は厳格に遵守、服従しなければならない。1980年11月20日発効。

### 試合形式

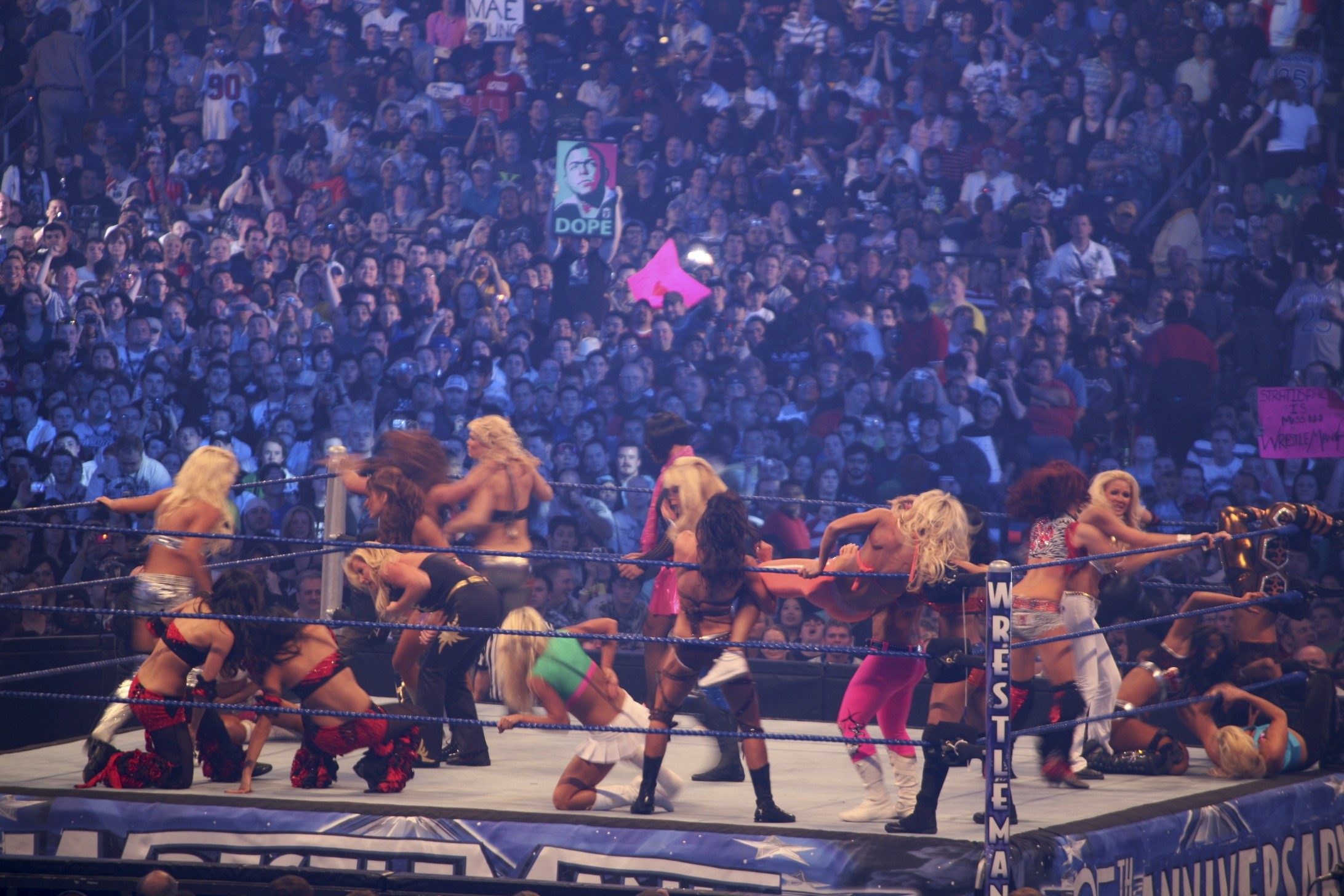
バトルロイヤル

プロレスの試合は多くは何分何本勝負、という形で行われる（ヨーロッパ及び力道山時代の日本ではボクシング同様のラウンド制の試合も行われていた）。1980年代以降の日本では、ほとんどが1本勝負で行われている。かつて日本でもタイトルマッチなどで行われた3本勝負（2本先取で勝利）は過去現在を通じてメキシコでは主流の試合形式である。試合時間は概ね10分から無制限まで千差万別であるが、タイトルマッチは60分1本勝負が主流である（過去には61分3本勝負などのルールもあった）。アメリカのテレビ放送用の試合では「放送時間内1本勝負」（つまりテレビの放送時間終了までに勝負がつかなければ引き分け）という例もあった。

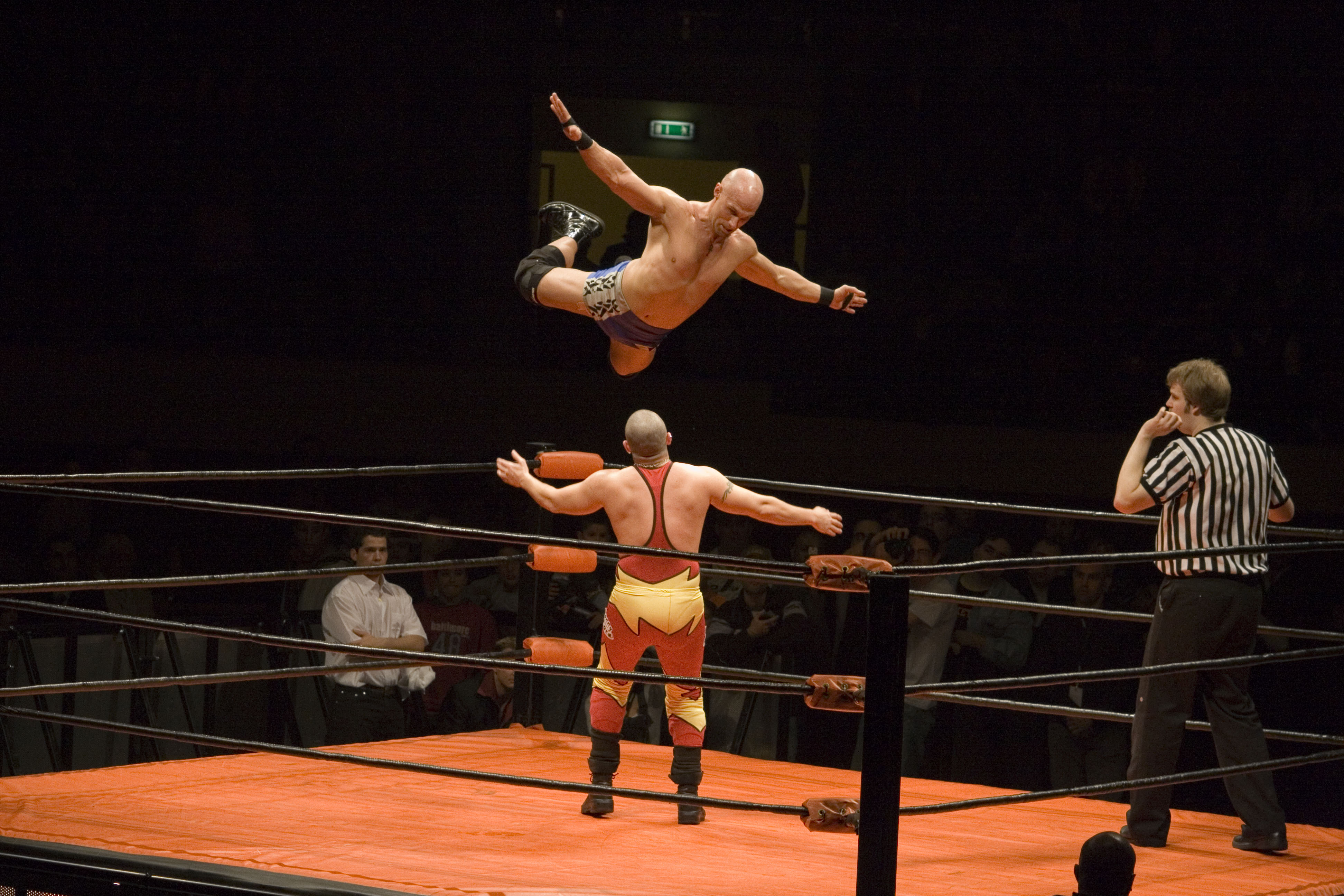
シングルマッチ
2人のプロレスラーが1対1で行う形式。

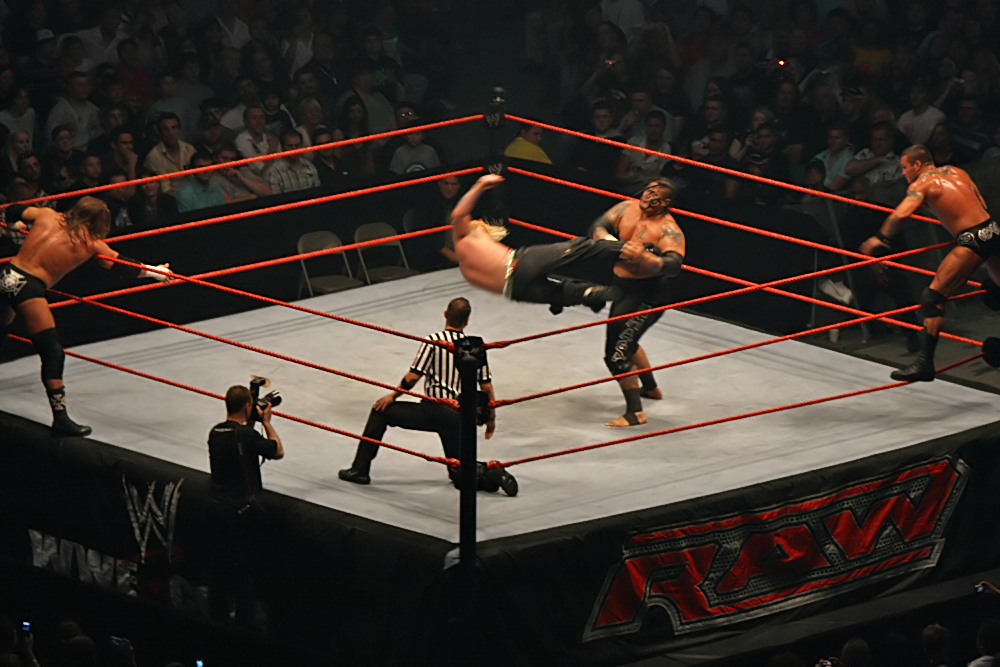
タッグマッチ
2対2、3対3など、複数人がチームを組んで対戦する試合の総称。各チームの構成人数が3人以上の場合は6人タッグ、8人タッグの様に合計人数を接頭に付けて呼称される。2対2の場合は人数を明示せず「タッグマッチ」と表記されることがほとんど。2対3などチーム構成人数に差がある場合は変則タッグまたはハンディキャップマッチと呼ばれる。日本ではコーナーに控えている選手とタッチしないと試合権利が移らない方式を取っている団体が多いがメキシコではタッチをしなくても試合権利が移る方式（権利者が場外へ落ちた後、控え選手がリングインすることで権利が移る）を取っている。日本でもメキシコに縁のある団体ではタッチしない方式を取っているプロレス団体もある。

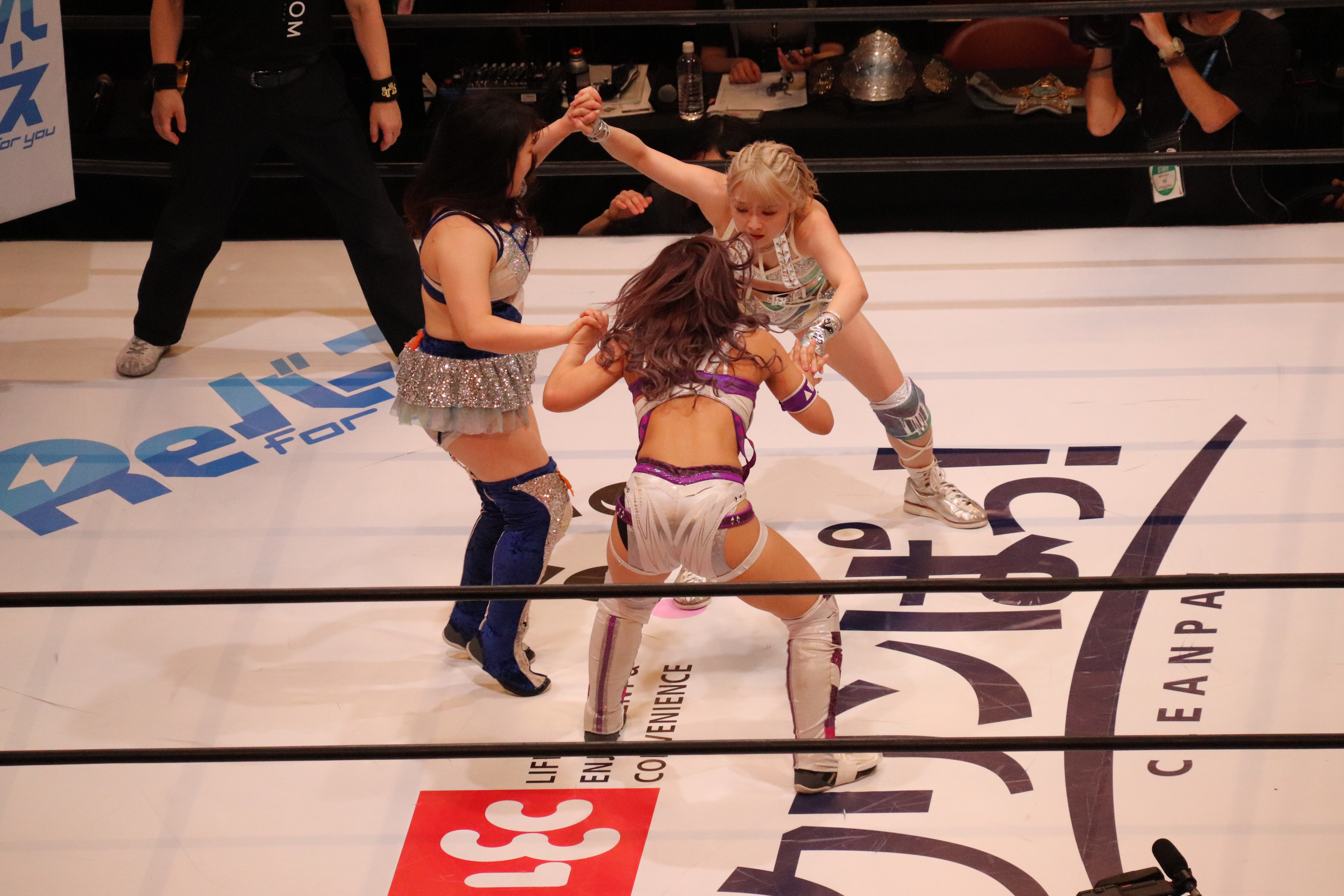
トリプルスレットマッチ
3WAYマッチ、3WAYダンスとも呼ばれる3人で闘う形式。バトルロイヤルと異なり誰か1名が勝利を挙げた時点で試合が終了する方式と最後まで残った者（チーム）が勝利、の2通りある。タッグマッチで行われることもある。
ハンディキャップマッチ
前述の変則タッグのなかでも少人数のチーム方に圧倒的な実力がある選手がいるものを特にこう呼ぶ。巨漢レスラーや王者の怪物性を示すために採用される形式。1対2、1対3などが基本である。
デスマッチ
通常とは異なる要素を加えた試合形式。これに特化したプロレスを英語でハードコアマッチという。
バトルロイヤル
主に10人以上で行われる形式。敗北したものから退場して最後に残った者が勝利する。参加選手が開始時に全員リング上にいる場合や時間差で入場する形式などがある。

### リング
対戦の舞台となるのは3本のロープを四方に張り巡らせたリングで形状はボクシングなどとほぼ同じ（ただし、ボクシングの場合ロープ数は4本で、コーナーの形状も異なる）。大きさは団体によって異なる。プロレスの特徴として、ロープの反動を積極的に用いたり（ロープワークと呼ばれる）、コーナーに上っての技などがあるため、リング及びロープは他競技用のものに比べて頑丈に作られている（ロープの中にはワイヤーが入っている）。デスマッチと呼ばれる試合形式の場合、特殊な加工が施されたリングを用いることがある（ロープを有刺鉄線に交換するなど）。
リング内に敷かれたマットの硬度は大差はないものの団体によって違うと言われている。柔らかい方が投げ技を受けたときにダメージが軽減される。あまりに表面が柔らかすぎると踏ん張りが効かなかったり逆に足をとられて怪我をするおそれもあるため、柔らかさに一定の限度は存在している。
歴史的な経緯は不明だが、現在のほとんどのリングには「スプリング」が入っており、投げ技や跳び技の着地時におけるケガを予防するようになっている。総合格闘技の試合がプロレスのリングで行われた際にはスプリングを止めて「固く」していた。
各プロレス団体が専用のリングを所有するが小規模プロレス団体は所有していないことが多い。この場合は他団体または「リング屋」と呼ばれる会場設営業者にレンタルする。代表的なリングレンタル会社としてジャッジサポートがある。
日本では闘龍門の闘龍門2000プロジェクトで6角形のリングが使われたことがあり、アメリカではTNA、メキシコではAAAなどの団体で、6角形のリングが使われている。
埼玉プロレスや黎明期のアイスリボンのようにリングを使用せずマットのみの場合もある。
リング外には転落時の衝撃を和らげるためのマットを敷くプロレス団体が多く、観客席とリングの間に鉄柵を設置する団体もある。

### 階級
多くのプロレス団体ではプロレスラーの体重を基準にヘビー級とジュニアヘビー級（クルーザー級、ミッドヘビー級）に区分される。クルーザー級は主にアメリカのプロレス団体で用いられて、日本でもWRESTLE-1やDDTプロレスリングなどでクルーザー級と呼んでいる。ほとんどのプロレス団体の基準は概ね100kg未満であるがヤード・ポンド法が用いられ、WWEでは2016年に復活させたクルーザー級の定義として205 lbs（約93kg）以下、かつて存在したWRESTLE-1のクルーザー級は200lbs（90.719 kg）以下、全日本プロレスでは231.5 lbs（105 kg）までがジュニアヘビー級として扱われる。基本的数値の基準としては海外や新日本プロレスの220lbs（99.8 kg≒100kg未満）が用いられている。
ボクシングと違い公式な計量は存在しないことが殆ど（メキシコを除けば必要に応じて行われるのみ）。階級を超えたマッチメイクもしばしば行われて軽量級に在籍しながらヘビー級戦線で活躍するプロレスラーも少なくない。近年ではシャープな肉体のプロレスラーが増えたため、105kg以下のヘビー級戦士も多く全日本のようにヘビー級の体重制限を事実上廃止した団体も存在する。旧プロレスリングZERO-ONEは巨漢レスラーが多く参戦していたためにヘビー級の上に130kg以上のスーパーヘビー級を置いたことがある。力道山時代の日本プロレスではジュニアヘビー級の下に190lbs（86.28 kg）未満のライトヘビー級を置いていた。NWAは、その下にさらにミドル級、ウェルター級を設置してより詳細な階級区分を行っている。ルチャリブレ系の団体では全体的に体重の軽い選手が多いためミドル級、ウェルター級などで分類されることもある。DRAGONGATEの軽量級に当たるオープン・ザ・ブレイブゲート王座は180lbs（82 kg）以下を対象としており、ウェルター級に該当する。インディー団体では体格に優れたプロレスラーが少ない傾向にあるため階級区分が行われていないプロレス団体が多い。また、みちのくプロレスの東北タッグ王座のように、個々の体重制限はないが選手2人の合計体重が200kg以下というものもある。
女子プロレスにおけるジュニアとは軽量級カテゴリーではなく経験の浅い若手選手を指すカテゴリーである。ただし、センダイガールズプロレスリングでは双方のカテゴリーをまとめてジュニアと表現している（キャリア3年以上の体重上限は55kg）。全日本女子プロレスでは軽量級はスーパーライト級と呼ばれ、132 lbs（60 kg）以下を対象としていた。GAEA JAPANにおけるクルーザー級もほぼ一致する。アイスリボンのICE×60王座も存在していたが体重制限が撤廃されて、その時あったタイトルは無差別級となる。

### 服装
試合時の服装は団体によって規定、禁止されているものを除けば特に規定はなく、様々な種類のコスチュームが存在する。男子の場合、一般的には上半身半裸で以下の種類が使用されている。近年では着ぐるみ姿のプロレスラーもいる。アンドレ・ザ・ジャイアント、ビル・ロビンソンが体重の増加でショートタイツからショルダータイツに変えたように経歴において複数のタイプを使った例も多い。

#### 着衣

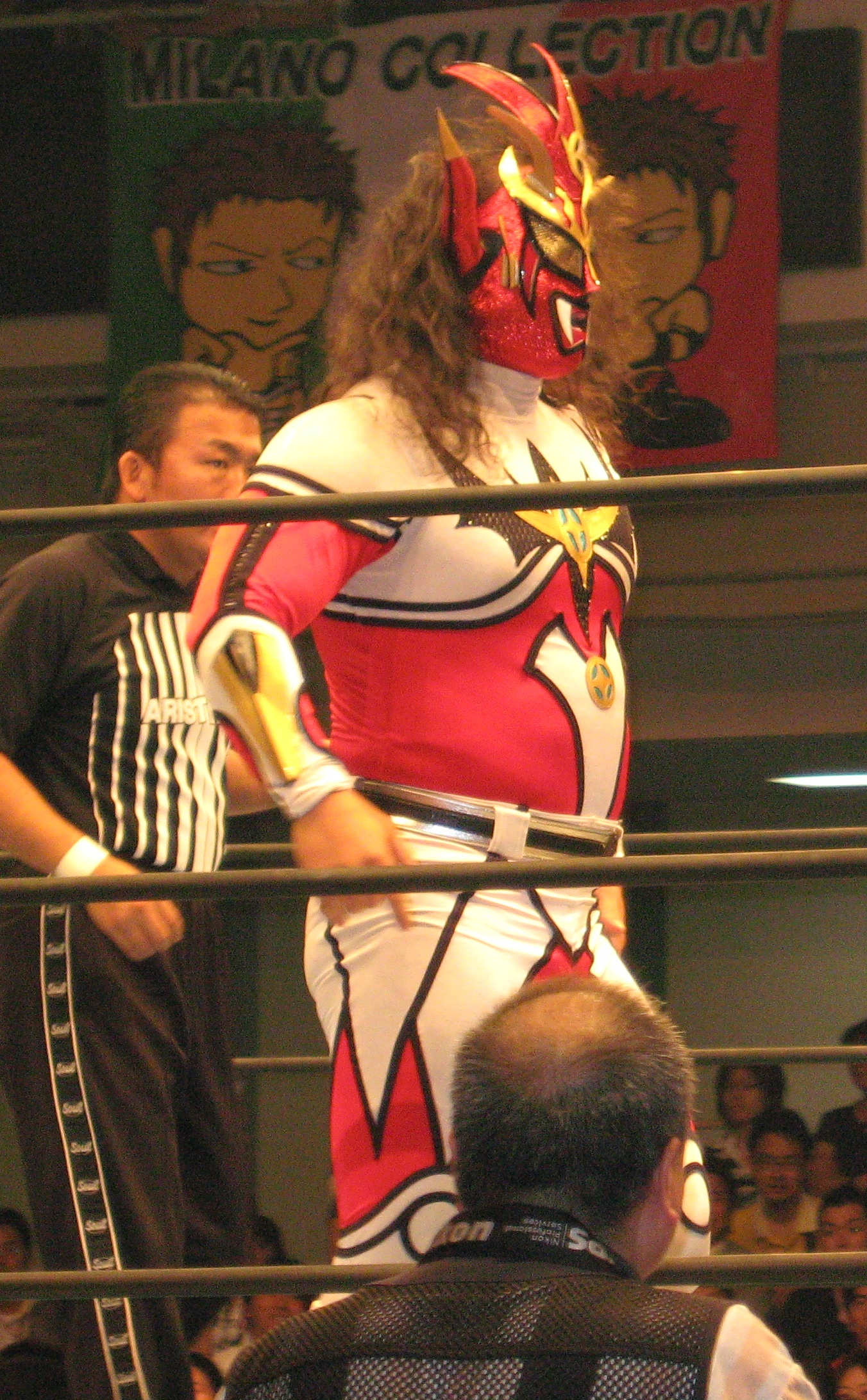
獣神サンダー・ライガー

ショートタイツ
ビキニ型のパンツ。最も一般的なリングコスチュームで黎明期から現在に至るまでほとんどの団体の選手で見られる。伝統的に新日本プロレスでは黒、全日本プロレスでは赤、青、黄、緑などカラータイツが好んで着用されて新人選手の多くは無地のこのタイプを着用している。また、馬場全日系は新日系よりも股上が深いものを使用する傾向があった。黒色無地のタイツに肘、膝のサポーター類を一切着用しないスタイルはストロングスタイルの象徴と呼ばれ、現役では藤波辰爾、西村修らが実践している。一定のキャリアを積んだ選手の中には柄付きやロゴ付きのものを着用しオリジナリティを演出する者もいる。他のタイプのコスチュームを着用する時もアンダーウェアとして着用されるほか三沢光晴などのようにロングタイツの上から着用するパターンもある。2000年代以降、ショートスパッツの流行により、中堅クラスに上がっても継続して着用する選手は減少しており、新人とベテランに二極化されている。タイチのように試合中盤でオーバーコスチュームを脱いでショートタイツになる選手もいる。
ロングタイツ
腰から膝下、または足首付近までを覆うタイツ。こちらも古くから使用されており、日本では力道山が使用していたコスチュームとしても有名。リングシューズ、膝サポーターをデザインの一部に組み込むことができるのが特徴。膝下までのタイプは俗に「田吾作タイツ」と呼ばれて上田馬之助、ドン荒川、矢野通などジャパニーズヒールの代名詞となっている。
ショルダータイツ（ハーフショルダータイツ）
レスリングで使用されているシングレットと基本的には同一のものだが脚部がロングタイツになっているものや肩がワンショルダーになっているものもある。レスリング出身の選手が着用するほか、アンドレ・ザ・ジャイアント、ベイダー、吉江豊、曙など上半身の肉が厚い超重量級の選手が体を引き締めて負荷を軽減するために着用する。
ショートスパッツ、ハーフタイツ
上記のコスチュームよりも比較的新しい時期に登場したコスチューム。ショートスパッツは総合格闘技で主流のコスチュームで格闘技色の強い選手は好んで使用する傾向がある。2010年代には内藤哲也、飯伏幸太、オカダ・カズチカ、潮崎豪、中嶋勝彦など団体の主力選手の着用率が上昇しており、ショートタイツに変わって主流となっている。
全身タイツ
上半身、下半身両方を覆うタイツ。体全体をデザインとするため獣神サンダー・ライガー、マスカラ・サグラダなど覆面レスラーに着用者が多い。MVPは上半身がロングスリーブ、下半身がハーフタイツの自転車競技用のスキンスーツに近いデザインの変型タイツを着用している。
パンタロン
タイツタイプの裾だけが広がってる物と道着のような全体に絞めつけのない物とがあり膝サポーターをコスチュームの下に隠してしまえる利点がある。蹴り技を得意とする選手や軽量級の選手に着用者が多い。また日本の袴を連想し東洋的なイメージを演出するためにザ・グレート・カブキ、越中詩郎（道着）、グレート・ムタ、新崎人生、TAJIRIの他、前者のタイツタイプはタイガーマスク（初代）、小林邦昭、橋本真也などが着用していた。タイガーマスク（4代目）も着用している。
道着
柔道や空手で使用されているものとほぼ同一で、それらの出身の選手が自身のバックボーンをアピールする目的で着用するが上衣や帯は首を絞めるための凶器にもなり得るためズボンのみ着用する選手も多い。平成維震軍はチームコスチュームとして使用していた。
トランクス
ボクシングや総合格闘技の出身者が着用することが多いがプロレスでは着用者の絶対数は比較的少ない傾向にある。トニー・ホーム、桜庭和志、杉浦貴が代表例。
普段着
市販の普段着のほか普段着に似せて作られたコスチュームも存在する。傷や衰えた体を隠す目的で上半身にシャツなどを着用する選手も多い。デスマッチ系のプロレス団体では有刺鉄線や蛍光灯の破片などに対する皮膚の保護を目的として着用する選手もいる。FMWの大仁田厚が有名。
袴
荒武者のニックネームで知られる後藤洋央紀は2011年から黒い袴を着用してリングに上がっている。

#### その他

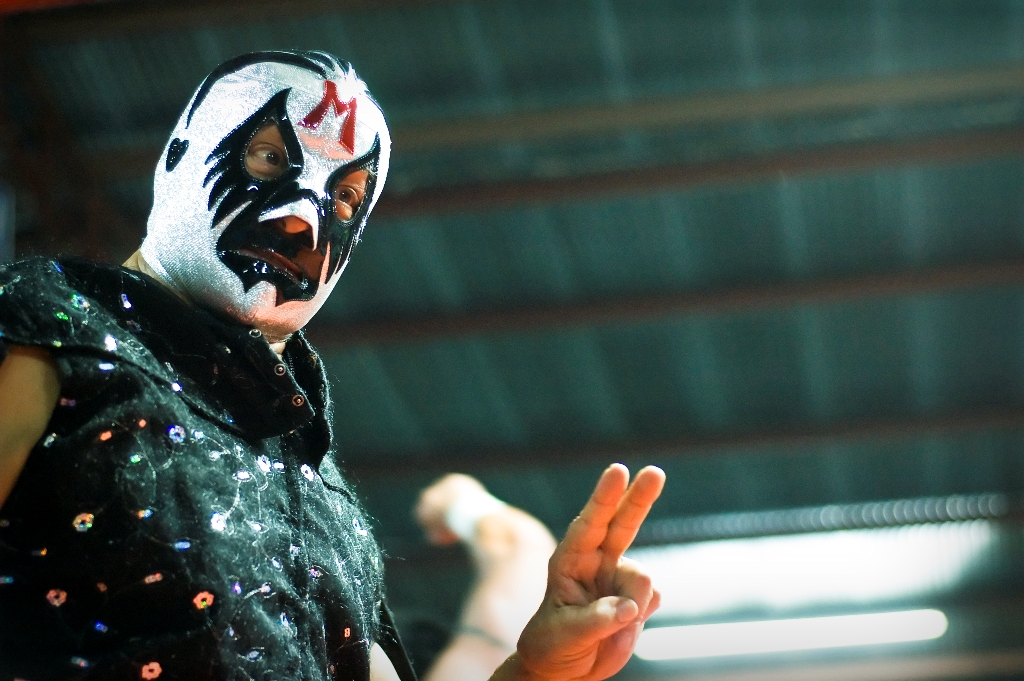
ミル・マスカラス

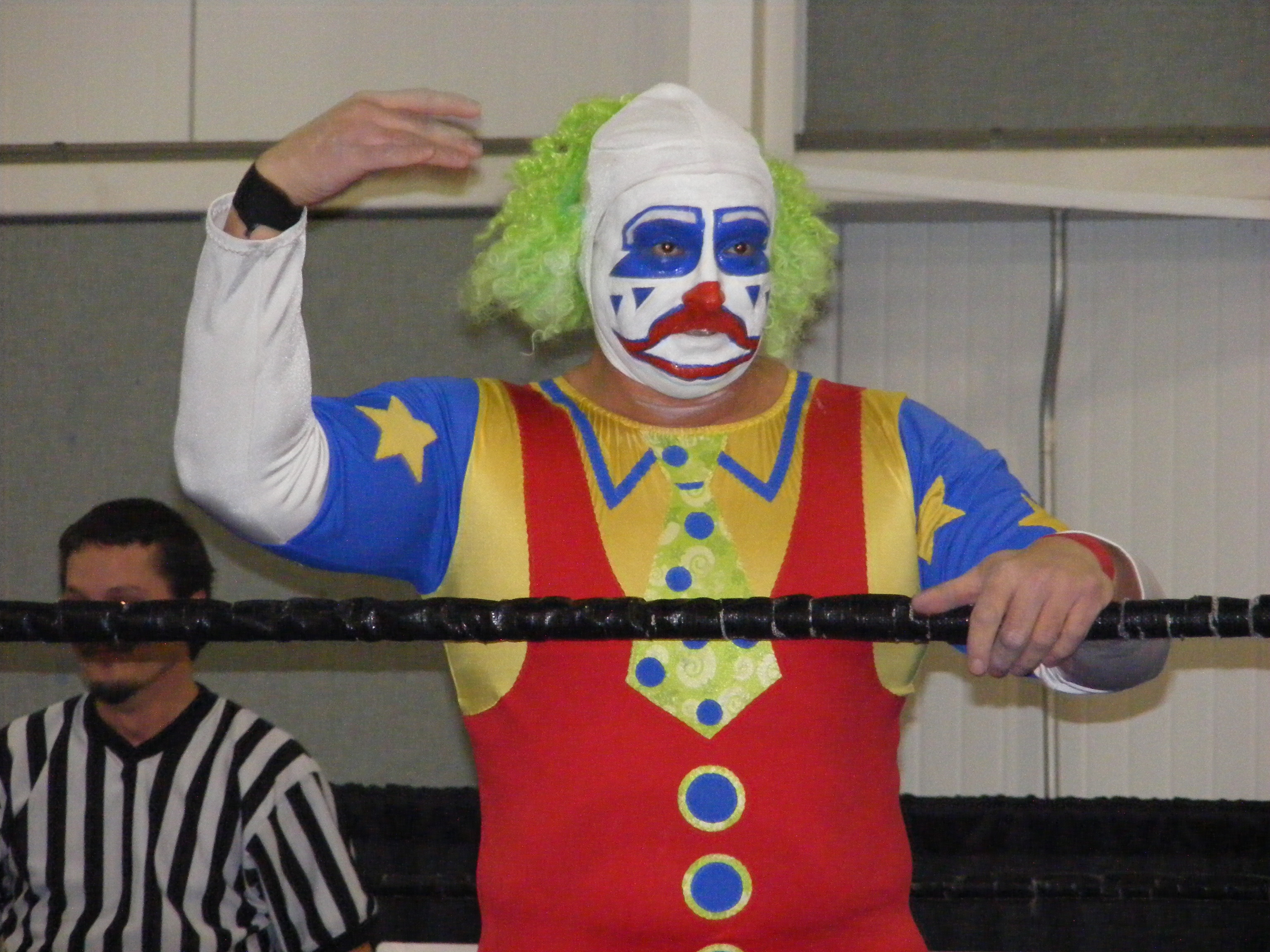
ドインク・ザ・クラウン

マスク
プロレスラーのキャラクター形成を行うためのアイテム。
ペイント
レスラーのキャラクター形成を行うためのアイテム。顔面ペイントの元祖はザ・グレート・カブキ。ジャイアント・キマラ、サイバー・コング、フィン・ベイラーのようにボディペイントを施すプロレスラーも存在する。汗や衝撃によって試合時間が経過するごとに剥がれていくのが難点。そのため、2000年代以降のグレート・ムタは、塗料に加え合成樹脂やラバー製の特殊メイクを貼り付けることによってペイントの代わりとし剥がれを防いでいる。
サポーター、パッド
肘や膝を保護する目的で多くのレスラーに使用されている。中には金属製など硬質のものまで存在して団体によって禁止されているものもある。
リングシューズ
脹脛まで覆うボクシングタイプのもの足首までのレスリングタイプのものなどが使用されている。基本的には選手の体型に合わせて製作されている。近年の練習や試合での事故の増加に伴い、新日本プロレスがプロレスの運動に適した専用のリングシューズの開発をメーカーに要望している。佐山聡によれば（1985年頃までの）リングシューズは非常に危険なもので、材質である革自体が硬く、紐もついており、特に底のゴムは2cmほどもある非常に固いものであった。このリングシューズを用いて顔面を蹴れば惨事は免れず、トーキックなどを放てば当たり所によっては命に関わりかねず腕でガードしても肘の方が壊れてしまうような凶器であり、競技でこれを着用してキックを放てるようなものではなかったという。
レガース
蹴り技による自身、相手双方のダメージを低減する目的で、1984年頃、新格闘技（後の修斗）を模索中の佐山聡、マスク職人の豊嶋裕司によって考案、作成された。当初はシューティングレガースと呼称され、蹴りを使う選手はUWFのルールで装着が義務付けられ、革+発泡スチロールの緩衝材を筒状にしたストレッチ素材の脛箇所に縫い付けられた仕様になっている。UWFの初期の頃は足の甲の部分のガードは、かかとが紐開きで甲に薄いクッションが仕込まれたシューティングシューズ を組み合わせ履く事で請け負われ、同じタイプがシーザー武志のシュートボクシングや初期の修斗でも使用されていた。第2次UWFの頃以降では足の甲も脛からガードが延長され（脛の革箇所が一枚から二枚接ぎの型紙に改良変更）ハイカットスニーカーのようなアマレスシューズ等と組み合わされる場合が多くなった。UWFを象徴するギアアイテムとしてUWF系団体出身選手に着用者が多かったが、2023年現在では業界全体に浸透してリングコスチュームファッションの選択肢の一つになっている。

### 入場時
入場時に限り、専用の服装をする選手もいる。多くは公式グッズのTシャツか、ガウンを着たりしている。ガウンに関しては様々な形があり、古くは着物タイプのものが主流であったが近年では選手のギミックに応じて色も形状も大きく異なっている。その他、真壁刀義やスタン・ハンセンのようにロープやチェーンなどの凶器を持ち込む者こともある。マスクを被ったりするものいる。代表例として桜庭和志、紫雷イオが挙げられる。珍しいものとして、スーツ着用の内藤哲也が挙げられる。

## 歴史

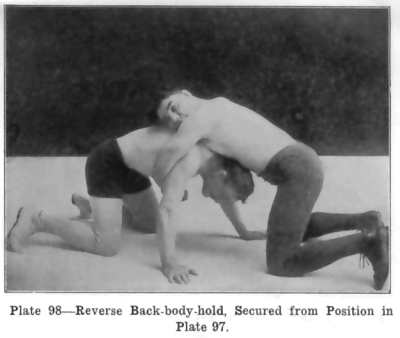
キャッチ・アズ・キャッチ・キャン

### 起源
いわゆるアマチュアレスリングよりも歴史は古く、現在のプロレスの歴史は20世紀初頭に始まるが、19世紀には既にファンフェアやバラエティ番組のストロングマン（High_striker）やレスリングパフォーマンスの前任者がいた。一方で地方の伝統レスリングから19世紀に発展した現代の競技スポーツとしてのレスリングは、ルール整備された競争力のあるスポーツの2つのスタイル、「フリースタイルレスリング」と「グレコローマンレスリング」（それぞれが英国とヨーロッパ大陸の伝統に基づく）の形で出現していった。これらは 1896年の近代オリンピック開始までに「アマチュアレスリング」という用語で出現した。
近代オリンピック以降は、ルールをスポーツとして整えた際に大きく枝分かれをしている。1896年、第1回近代オリンピックアテネ大会で行われたレスリングは当時のプロレスルール（後のグレコローマンスタイルに準じたもの）で行われていた。
競技レスリングとショーマンシップを組み合わせるレスリングの出現は1830年代のフランス、7月王政期であるとされる。そしてエドワード “ザ・スティール・イーター（“Edward, the steel eater”「鉄を食う男」）”、ガスタヴ・デアビヨン “ザ・ボーン・レッカー（“Gustave d’Avignon, the bone wrecker”「骨折魔」）”、ボネット“ザ・オックス・オブ・ジ・アルプス（“Bonnet, the ox of the low Alps”「アルプス山脈の雄牛」）” などの名前でレスラーを紹介し、観客に500フランで彼らをノックダウンするように要求したという
1848年、フランスの興行師であるジャン・エクスブロヤ（Jean Exbroyat）は、最初の近代レスラーのサーカス団を結成した。このときのレスリングで腰下のホールドを実行しないというルールをとりきめ、これが「フラットハンドレスリング」と名付けたスタイルとなる。この新しいスタイルはすぐにヨーロッパの他の地域、オーストリア・ハンガリー帝国、イタリア、デンマーク、ロシアにフレンチ・レスリング、クラシック・レスリング、フレンチ・クラシカル・スタイル・レスリング（French Classical Style Wrestling）の名前で広まった。 
19世紀の終わりまでに、この近代的なレスリングスタイルはのちに「グレコローマン」と名づけられ、ヨーロッパで最もファッショナブルなスポーツになって、1898年にはフランス人のポール・ポンが最初のプロの世界チャンピオンになったとしている。
19世紀後半に米国と英国で普及したプロレスの近代的なスタイルが出現する。このレスリングはキャッチと呼ばれ、グレコローマンとは異なっており、このために非正統的でグレコより緩いスタイルであるとの認識であった。グレコローマンは腰の下をつかむことを厳しく禁止しているが、キャッチレスリングはレッググリップを含め腰の上下のホールドを認めている。その後キャッチレスリングとグレコローマンの両方とも人気が上がり、これは完全に競技性のあるアマチュアとプロのスポーツであった。ここから19世紀後半以降キャッチレスリングのサブセクションが後に「プロレス」として知られているスポーツエンターテインメントにゆっくりと変化し、その演劇性とエンターテインメント性はレスリングの能力と同等に認められていった
キャッチの起源はイギリスのランカシャー地方のランカシャーレスリング（キャッチ・アズ・キャッチ・キャン）にあると言われている。レスリングのグレコローマンスタイルを賞金マッチで行ったものがアメリカで行われていた記録もあり、もう1つのプロレスのルーツとなっている。
19世紀の初め頃にボクシングとともにイギリスで興行が開始されている。有名な「プライズ・ファイター」（後のボクサー）ジェームス・フィグはベアナックル（素手）、蹴り技、投げ技、絞め技、噛み付き、目つぶし、髪の毛つかみのある当時のボクシングのほか、レスリングも得意であった。
1830年代にはアメリカにレスリング勝者に懸賞金が与えられるという興行が伝えられエイブラハム・リンカーンも行っていた。キャッチ・アズ・キャッチ・キャンとグレコローマンのミックスマッチ（3本勝負で混ぜる）やさらに腰から下へのキックを認めるというような変則的なルールが各地、各試合毎に行われていた。
後のプロレスに直接つながっているのは19世紀後半のアメリカに広まったカーニバル・レスリングとされる。カーニバル・レスリングは "athletic show" あるいは短く "at show" と呼ばれた、いわゆるサーカスの出し物の一つとして行われ、その中では、レスラーは観客の挑戦を受けて試合（いわゆる "all comers"）をしたりレスラー同士、あるいはボクサーとの模範試合を披露していた。19世紀末まではレスリングのみのショーは試合数が限られていたため、レスリングを職業として生活するためには、このようなカーニバル・レスリングに参加するか1人で旅芸人として巡業する必要があった。
このためかつて大仁田厚は自身が設立したFMWへの批判に対して、「プロレスの起源はサーカスの見世物」と反論している。大仁田とは対照的な正統派のルー・テーズも、自伝においてカーニバルレスリングと旅芸人がプロレスの起源と述べているほか、ロシアでもレスリングはショーとして、サーカスに組み込まれていたとしている。
1880年代には人気レスラーであり警察官でもあったウィリアム・マルドゥーンが警察を退職、専業という意味で最初のプロレスラーとなった。と同時にマルドゥーンは劇場などの常設施設で行われるレスリング・ショーの発展に努力して後に「アメリカン・レスリングの父」とも呼ばれるようになる。
1890年代にはカーニバルレスリング出身のマーティン・ファーマー・バーンズがイバン・ストラングラー・ルイス、トム・ジェンキンスらとのレスリング・ショーで人気を集めた。その後バーンズはフランク・ゴッチを始めとする多くのプロレスラーを育てレスリングの通信教育も行った。バーンズもまた「アメリカンレスリングの父」と呼ばれる。

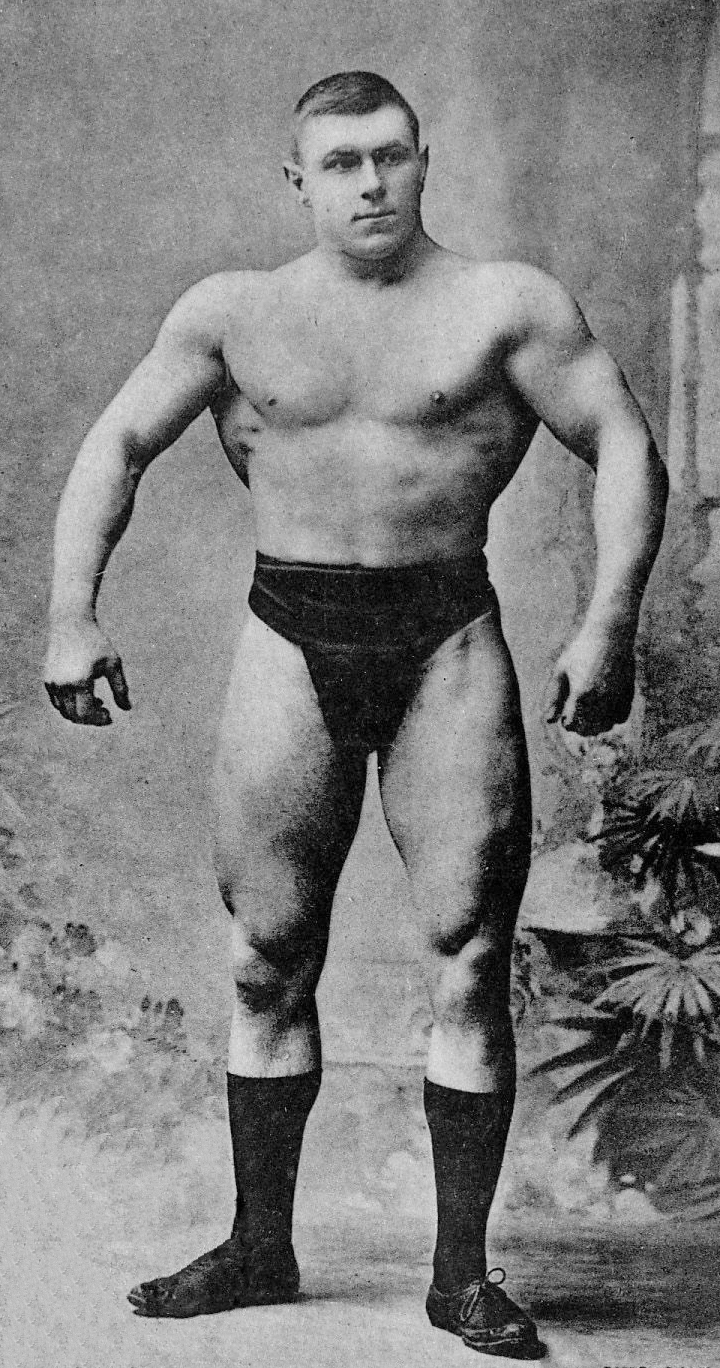
ジョージ・ハッケンシュミット

### 20世紀前半
20世紀はじめ、後のプロレスの祖先である「フランス式レスリング」が有名なレスラーの出現によってそれぞれの祖国を介する形でヨーロッパに広まっていった。例えばロシアの場合はイワン・ポドゥブニー（Ivan Poddubny）などからである。ところがフランス式のレスリングへの関心はロシアでは革命後に薄れていった。以降、ソビエト連邦・ロシアでのプロレスリングへの関心は1980年代末にまで下りプロレスラーの出現もソ連の崩壊後となる。
20世紀の変わり目に、ボディービルダーのストロングマン・アトラクションに分類される限定的アクションを盛り上げるために行われるさまざまな行為の一環としてテレビのバラエティ番組においてもプロレスリングが一般に公開されるようになった。1910年代よりアメリカの人口は都市に集中し始め、その結果、町から町へ渡り歩く "at show" は下火となった。代わりに劇場などで行われるレスリング・ショーが増えてプロレスラーは都市を中心としたテリトリー内を巡業するようになった。このことはプロレスラー間のつながりを強めて事前に試合内容を調整することを容易にした。そして競技スポーツから純粋にパフォーマンス行為が生じるレスリング（admitted fakeryまたはケーフェイ）は1920年代に出現する。その初期のスターの1人は、ジャック・カーキークという名のコーンウォール出身のアメリカ人の元鉱夫であったという。彼は聴衆に一緒に10分間戦うよう挑戦を促したという。
20世紀に入って英のレスリングの発展により、英国に当時のグレコローマン・グラップラーとして知られるロシア生まれのジョージ・ハッケンシュミットが英国にやって来たが、そこで彼はプロモーターであり起業家でもあるチャールズ・コクランとすぐに付き合いはじめた。コクランはハッケンシュミットをブッキングし、ハッケンシュミットがイギリスのトップレスラーであるトム・キャノンを破った試合でヨーロッパのグレコローマン王者の称号が付いた。このことはハッケンシュミットに世界王者へのふさわしさを与えたが、さらに1905年にニューヨーク市でアメリカのヘビー級チャンピオンという触れ込みのトム・ジェンキンスに勝利したことで確固たるものとなった。このときの世界ヘビー級選手権者は、世界で最高のキャッチレスラーを特定するために1905年に設立された最初のプロレス世界ヘビー級選手権であったが、ベルトという物理的な媒体表現を持っていることが知られている最初のレスリング選手権であった。ハッケンシュミットはアメリカ生まれのジェンキンスを破ったことで、初のチャンピオンシップを獲得するのである。
ハッケンシュミットはレスラーとして評判となり、マンチェスターでは当時の額で週150ポンドの価値を生んだ。ところがコクランはハッケンシュミットの正統かつ支配的なレスリングのスタイルが却って群衆の関心を削ぐ恐れがあることに気づき、ハッケンシュミットにキャノンからショーマンシップを学び、スポーツ性ではなく娯楽のために試合に取り組むように説得。このことはレスリングが将来的にスポーツ観戦/スポーツエンターテインメント要素を示しているが、人気選手のbabyfacesと嫌われている悪役選手のheelsという、両者は多くの有名なスターが英国内でのレスリングの初期の開始時に出現しはじめていた。
このためハッケンシュミットやスタニスラウス・ズビスコといったヨーロッパの本格派の強豪レスラーの多くはアメリカに渡り、トム・ジェンキンス、フランク・ゴッチ、アドルフ・エルンスト（後のアド・サンテル）らアメリカのプロレスラーと対戦して、レスリング・ショーを盛り上げた。ところが米国では1913年ゴッチが引退すると衰退し、一般の人々の目を魅了する新しいレスリングのスーパースターも現れなかった。結果として1914年の第一次世界大戦勃発が完全に停止する前に有名なスターが失われたため、レスリングのビジネスは衰退した。さらにレスリング人気は1915年から1920年に劇的なテールスピンを経験する。すなわちその正当性と競争力のあるスポーツとしての地位に対して広範な疑念からアメリカ国民が遠ざかることとなる。当時のレスラーは1880年代からの試合自体は大部分が偽造されたものと語っている。
1920年代になるとエド・ルイス、トーツ・モント、ビリー・サンドウ（通称「ゴールドダストトリオ」）が独自のプロモーションを形成し、ファンを引き付けるためにリング内の事項を変更。数百名のプロレスラーを配下にして、プロレスラー同士で架空のストーリー（最も分かりやすいのは「善玉」と「悪玉」の闘い）を演じさせた。また、従来の試合では基本的に1回のショーでは1試合だけを行っていた。プロレスラーにほとんど動きがないまま1時間以上経過するようなことも珍しくなかったためである。これを改め事前に様々な調整することにより、複数の試合からなる興行を行った。彼らはまた、タッグチームレスリングを普及させ、レフェリーの気を散らすなどの新しい戦術を導入して、試合をよりエキサイティングにした。1920年代後半にはギミックや派手なサブミッションホールドなど、アメリカでのプロレスのより効果的な側面の成功が英国のレスリングにも導入された。アマチュアレスラーのサー・アトール・オークリーは、グラップラー仲間であるヘンリー・アーズリンガーと一緒に、オールイン・レスリングという新しいスタイルのレスリングを採用した最初のプロモーションの1つを立ち上げたのである。オークリーの元へはトミー・マン、ブラック・ブッチャー・ジョンソン、ジャック・パイなどが集まり、英国ヘビー級選手権を主宰し、ノーマン・ザ・ブッチャー、カレッジ・ボーイ、ジャック・シェリーらが選手権に名を連ね、オークリー自身が一連の対戦に勝ちのこり、最初の英国ヘビー級チャンピオンに輝いた。その後ロンドンだけでも40のレギュラー会場が設けられていくこのビジネスは当時の一大産業として発展していたがレスリングに対する大きな需要に対し、十分に熟練したアマチュアがいないことを意味し、多くのプロモーターは手続きの一部として武器と椅子攻撃を開発して、より暴力的なスタイルに切り替えていった。さらに女子プロレスや泥レス（mud-filled rings）もこの当時に当たり前のスタイルになっていった。
1920年代にはプロレスショーの仕組みは完成してメキシコ、日本、カナダなどにも伝わったのである。なおメキシコのプロレスはルチャリブレ、極技などはジャベと呼ばれる。
これらによりプロレスの人気は高まったが、一方、報道、賭博など社会的な場においてプロレスが普通の意味でのスポーツとして扱われる機会は激減した。1931年の書籍『レスリング』によると、プロフェッショナルのレスリングはキャッチ・アズ・キャッチ・キャン・スタイル（別名「ランカシャースタイル」）もグレコローマンスタイル（フレンチスタイル）も関節技が認められ、絞め技は両者が合意したときのみ使用が許され、腕で相手の喉を押す場合はもう一方の腕は相手の頭部や首に触れてはならなかった。ピンフォールの他、片方の競技者が継続を拒絶した場合は相手の勝利に。引っかくことと噛みつくことは反則であった。戦いはロープの中で行われる。アマチュアのグレコローマンスタイルもキャッチ・アズ・キャッチ・キャン（後のフリースタイル）も関節技、絞め技、打撃技が禁じられていた。つまりは関節技、絞め技があるのはキャッチ・アズ・キャッチ・キャンというよりプロフェッショナルのレスリングであった。著者の庄司彦雄はこの時点でプロフェッショナルのレスリングではキャッチ・アズ・キャッチ・キャン・スタイルが一般的に知られたスタイルだとしている。1930年代後半、英国ロンドン郡議会（London County Council）はプロレスを禁止し、第二次世界大戦直前には事業を大まかな括りに再編した。

### 20世紀後半
米国でのプロレスの人気は第二次世界大戦中までに低下していくのであるが、戦後1940年代後半から1950年代に復活した。これはゴージャス・ジョージが人気を博した最初の黄金時代である。メキシコと日本でも1940年代後半から1950年代は黄金時代でもあり、エル・サントはメキシコのヒーローになり、力道山も日本で同様の名声を獲得した。
英国ではこの時期に、スポーツ性を規制し、プロモーションカルテルを形成するための委員会方式というプロモーター同盟を装っているアメリカのナショナル・レスリング・アライアンス（NWA）のテリトリー・システムを参考にすることによってこのビジネスに革命を起こしたのは、プロモーター自身であった。一握りのプロモーター間でビジネスのコントロールを強化した。そして1952年に共同プロモーションの名前で設立した「ジョイントプロモーション」（Joint Promotions）は、メンバーらがライバルプロモーターをブロックすることに同意する。こうして、すぐに週40回に及ぶ大会を開催。そしてレスラー自身には交渉権限をほとんど与えなかった。ジョイントプロモーションが起こした最初の動きの1つは、選手権の確立（および管理）であった。当初これは収益性の高いベンチャーであり、タイトルの統括によりチケットの価格が上昇。ところが必然的ではあるが各テリトリーでタイトルを乱発し始める。つまりこの成功例を拡大しようとすると、露出オーバーにつながり始めた。特に各地各所で必ず一流のレスラーが数人は配置されることが多かったため、世界と英国のタイトルにはある程度の信頼性があったが、ヨーロッパ、英連邦、スコットランド、ウェールズ、および地域の王座の追加は手に負えなくなる。ある時点でおそらく、共同プロモーション内だけで追跡すれば70の異なるタイトル所有者が存在した。
後に英国レスリング連盟（BWF）が創設され、タイトル化はある程度の成功を収めたが、英国のプロレスリングを次のレベルに引き上げたのはテレビであった。1955年11月9日にABCとATV（ITVの週末フランチャイズホルダー）で放映された最初の大会では、フランシス・セントクレア・グレゴリー（トニー・セントクレアの父）対マイク・マリーノ、クリフ・ボーモント対バート・ロイヤルがウェストハムからライブで出演。大会は成功し、毎年秋から春にかけて毎週土曜日の午後にレスリングが注目のアトラクションと化す。1964年には「ワールド・オブ・スポート」（World of Sport）という名でフルタイムの活動に至る。テレビ放映されることによってレスラーが著名な名前になり、個性がレスラーを乗り越えることを可能にした。テレビはプロレスリングの放映でレスリングが主流文化の一部と化して、ライブイベントビジネスへの究極の後押しを証明した。1960年代半ばまでにジョイントプロモーションはライブイベントのスケジュールを2倍にして、年間約4500回の大会を開催。主要都市すべてで少なくとも月に1回は大会が行われ、ある時点では30を超える都市では毎週開催されていた。
テレビでのレスリングの成功は、独立したグループにとってもより良い機会を生み出した。BWFの名前はライバルグループでヘビー級王者のバート・アシラティを中心に構築されたグループにも利用された。アシラティはまだチャンピオンである間にジョイントプロモーションを分割。これによってジョイントプロモーションはタイトルを空け渡していた。アシラティはBWF内で王者を主張し続けたが、BWFでは後にシャーリー・クラブトリーの新しい王座を中心に構築された。クラブトリーは1960年に負傷で引退したアシラティによって空位となった後のタイトルを獲得した若いボディビルダーであった。BWFは1960年代初頭に若いシャーリーとともに歩む。
1970年代から1980年代初頭にかけては米国でプロレスは国民の関心は著しく低下していたが、1980年代半ばにケーブルテレビが登場すると、全米がハルク・ホーガンなどの選手とともにプロレスブームが再燃、第二次黄金時代が訪れた（en:1980s_professional_wrestling_boom）。アンドレ・ザ・ジャイアント、ランディ・サベージ、リック・フレアー、ロディ・パイパーらの展開するプロレスの質は劇的に変化するがテレビにフィットし、キャラクターの特徴とストーリー性が向上していった。テレビはまた多くのレスラーのメディア進出を助け、影響力のある有名人や大衆文化のアイコンになっていった。レスリングの人気は独立した愛好家が団結してメディアの数が増えると急上昇し、また1980年代に世界レスリング連盟（WWF、後にワールド・レスリング・エンターテインメントとして知られ、通称はWWEに）の拡大とともに国際的社会現象に発展。1990年代を通じて米国のプロレスは世界レスリング連盟とワールド・チャンピオンシップ・レスリング（ World Championship Wrestling、WCW）などの競合するプロモーション間の激しい競争時代に、視聴率と経済的成功の両方で最高収益を達成している。
英国では既存プロモーションへの反旗として、若いオーストラリア人プロモーター、ポール・リンカーンがけしかけていた。1975年までに共同プロモーションの束縛はほぼ崩壊し、創設メンバーの多くが引退し、会社も何度か買収されてプロレスリング業界は独自のビジネスの経験がほとんどない公開会社によって運営されるようになる。最後にプロモーションはシャーリーの兄弟であるマックス・クラブトリーの手に委ねられた。マックスは、ビジネスで最も経験豊富なブッカーとしてジョイントにヘッドハンティングされたのである。マックスは15年間失業していたシャーリーの分身である「ビッグダディ」のアングル伝説を生み出すことで、ブームを生み出した。カルテル全体を1人のパフォーマーに基づいて形成することは、テレビの視聴率向上に役立ったが、会場への集客を増やすことはなく、プロモーションは再び視聴者の興味を失い始める。1985年9月28日、ワールド・オブ・スポートはテレビ放送が打ち切りになる。代わりにプロレスリングは独自で放送枠を確保したが、放送時間枠が週ごとに変わり、通常の視聴者もゆっくりと離れていった。共同プロモーションにとってさらに追い討ちだったのは、契約が成立したためにではあるがローテーションシステムの一部としてテレビの権利をオールスター・プロモーションおよびアメリカのWWFと共有することを余儀なくされたことである。
ロシアでは1989年、日本のレスリングプロモーターでもあるアントニオ猪木と新日本プロレスは、USSR国家スポーツ委員会との合意を取り付け、ロシアのアスリートを招いてレスラーとして新日本道場レスリングスクールに1か月間のトレーニングを行った。そのうちの2人、サルマン・ハシミコフとヴィクトル・ザンギエフは、同団体に参戦して1989年5月には大阪でハシミコフがビッグバン・ベイダーを破り、名誉あるIWGPヘビー級王座のタイトルを獲得している。1989年から1994年まではUWFインターナショナルに参戦した。その間彼らは1990年のWCWスターケードで、パット・オコーナー・メモリアルカップと呼ばれるタッグチームトーナメントでソビエト連邦を代表し出場した。
猪木とソ連の良好な関係のおかげで、1989年12月31日にはソ連での最初のプロレスショーがモスクワ市のレーニン運動公園内ルジュニキ・スポーツパレスで新日本プロレスの参加を得て開催された。「モスクワの特別武道フェスティバル」（Специальный фестиваль боевых искусств в Москве）という名前で開催され、約1万5000人の観客が集まる。ヴィクトル・ザンギエフとサルマン・ハシミコフ、ショータ・チョチョシビリなどソ連の選手たちも大会に参加し、新日本からはアントニオ猪木、長州力、獣神サンダーライガー、橋本真也らの人気レスラーが参加。大会には合計9試合があり、4カ国から20人のレスラーが参加。内訳は日本から9人、ソ連から7人、アメリカから3人、イギリスから1人である。この大会の試合を映したビデオ録画が幾つか発売されている。
1994年8月27日には日本のリングスがロシアで大会を開催している。リングスは旗揚げした1991年にヴォルク・ハンやアンドレィ・コピィロフを発掘し、リングス・ロシアを設立していた。リングス・ロシア勢は持ち味を発揮し、ハンやコピィロフのあともニコライ・ズーエフ、イリューヒン・ミーシャらがスター選手として日本のファンに支持される。エメリヤーエンコ・ヒョードルもPRIDEに参戦するまではリングス・ロシアの一員であった。ロシア側の窓口となったウラジミール・パコージンは、国家スポーツ省の事務次官を務めており、リングスの審議員も務めていた関係で日本での大会開催の度に選手たちとともに来日していた。
1990年代にはロシア国内でもプロレスの試合がケーブルテレビで放映されたり、VHSで販売されたりすることがあった。全国テレビでプロレスリングがより広まったのは、1990年代後半から2000年代初頭にかけてである。
一方で1990年代には英国やカナダなど英連邦やドイツ語圏などの、2000年代半ば以降には日本のプロレスの人気は低下。日本ではプロレスリング・ノアのパワーアワーと新日本プロレスのワールドプロレスリングは放送局によって主に深夜番組へと追いやられている。その一方で小規模なプロレスリング団体の数は拡大を続け、専門チャンネル等が年々増加している。
米国では、WWEがテレビ番組は2018年に過去最高の年間収益を報告しているにもかかわらず、世間からは比較的低い評価を受け、2019年と2020年では視聴者数のわずかな急増にとどまるが、このことは総合格闘技の台頭に伴う競争力のある競技スポーツへの新たな関心と連動している。にもかかわらずWWEは、デジタル視聴プラットフォーム、特にYouTubeでスポーツ指向のコンテンツのトップとしての地位を確立した。なおこうしたプラットフォームでは、スポーツチャンネルのチャンネル登録者数と動画視聴回数が最も多くなっている。
英国ではローテーションシステム化から2004年までテレビ局は地元大会を放送しなかったため、同国のプロレスリングは北米のプロレスに後れを取っていった。一方でこの間小規模なプロレスリング団体は拡大を続け、ファン層も拡大していた。英国のプロレスリングスタイルは、北米のプロレスリングが示すパワームーブや、メキシコのレスリングが行う高空飛行がメインのルチャ・リブレのムーブとは対照的に、より伝統的で技術的なものであり、英国プロレスリングのスローガン/哲学は単に「"We wrestle!"（私たちはレスリングします！）」である。英国の古いスタイルのレスラーの多くはフィニッシュ前の動きや必殺の決め技を持ちあわせていないが、その代わりに試合に勝つために多数のテクニカルホールド/固め技を使用している。
2005年、英国のテレビネットワークITVは、Celebrity Wrestlingと呼ばれる有名人レスラーをフィーチャーしたスタイルで行うプロレスを土曜日の夜のプライムタイムショーとして開始することにより、復活したプロレス人気を利用しようとした。ただしレスリング自体の評価が低く、この試みは失敗した。
ロシアでは21世紀以降勃興と衰退を繰り返す。2002年には同国最初のプロレスリング連盟が現れた。11月、モスクワで、IWFが最初の選手権を開催。IWFは、2003年から月例大会「デンジャーゾーン（"Danger Zone"）」、2005年からは外国人レスラーが参加する特別年次大会「レスレダ」、マスエリミネーションマッチの「プレジデンツカップ」を開催している。2010年以来、毎年恒例の大会「Kingof Hardcore」がある。2006年9月から12月にかけてデンジャーゾーンの番組要約版がテレビチャンネル7TVで放送された。2007年5月から2007年の終わりまで、番組「ロシアエクストリーム」がテレビで放映された。その後、2008年5月から2010年半ばまで7TVで放送されていた。以降同国でプロレスの放送はWWEだけである。2012年4月11日、WWEはロシアで初めてハウス大会（テレビで放送されない大会）Raw WorldTourをLuzhnikiISAで初めて開催。2013年4月25日、WrestleMania Revenge Tour 2013の一環として、同国最初のWWE Raw大会がサンクトペテルブルクのアイスパレスで開催され、4月26日にモスクワのルジニキISAで開催された。
2004年8月5日、世界レスリングファイト大会が、英国のプロモーションであるEWP（ヨーロピアン・レスリング・プロモーション）の参加を得て、ツヴェトノイ大通りのモスクワサーカスで開催された。この大会はヨーロッパのレスラー、ダグ・ウィリアムス、エキ・エックスタイン、ムーラット・ボスポラスをフィーチャーし、旧WWF出場の経験を持つカナダ人ジョー・レジェンドやNFRの代表のバレンティン・プレス・マルドフの他、大会のホストはニコライ・フォメンコが務めた。2014年にはNSW（ノーザン・ストーム・レスリング）がサンクトペテルブルクで大会を実施。2015年、所属レスラーは2016年にビッグフェスティバルの一環として、コミックコンフェスティバルとスターコンに出演。NSWは毎月ノーザンストーム大会を主催していた。2015年9月20日、同社最初の主要大会がレニングラード青年宮殿で開催された。「ネヴァ川での戦い」と名づけられたこの大会は、元WWEレスラーで2度のNWA世界ヘビー級王者になったコルト・カバナが参加した。
2015年9月、NSWはヨーロッパのレスリングプロモーションのUEWAアライアンスの一部になり、2016年11月にNSWのレスラーはNFRアニバーサリー大会「DangerZone100」に参加。NSWには独自の養成所があり、プロレスラーが大会に参加できるように準備している。
国内の団体としては2008年、ニジニノヴゴロドに独立レスリング協会（NRO）が設立。その後組織上の問題により、2014年にプロモーションは終了したが、11月にGorky City Wrestling（GCW）の支援を受けて活動を再開。残念ながら2018年の春以降、大会は開催されなくなり、2019年の終わりにGCWは正式に閉鎖されたことが発表された。主要なニジニノヴゴロドプロモーションのタイトルは、2015年に組織されたVolga WrestlingAssemblyに引きつがfれる。このプロモーションの代表者はサンクトペテルブルク、チェレポベツ、カザンなど、ロシアのさまざまな都市で中小の大会を積極的に開催していたが、2020年プロモーションはついに終了した。
モスクワでもロシアプロレス（RPW、2010年 - 2012年）、ロシアレスリング連盟（RWF、2011年 - 2013年）、プロレスリーグ（LPR、2012年 - 2014年）そしてヤロスラヴリ・ロシア・エクストリームレスリング（RFEB、2004年 - 2005年）など、いくつかのプロモーションが存在していた。

### アマチュアスタイル興行復興の試み
2005年3月にアメリカでリアル・プロレスリング（RPW）なる格闘技団体が発足した。これは全米大学体育協会（NCAA）レスリング大会などのレスリングで活躍した選手が全米各地区のチームに所属して純粋な競技スポーツとしてプロレスリングの活動を行うというものである。ルールや試合場はレスリングのフリースタイルに近く、ポイント制であり、打撃や極技などは禁止である。アマチュアレスリングとの違いとしては、リングの外に相手を押し出すと得点となることや、攻勢を維持していた選手にボーナスと呼ぶ得点機会を与えることなどがある。

### 日本における歴史

#### 戦前
最初の日本人プロレスラーはソラキチ・マツダとされている。初の世界王者は世界ジュニア・ウェルター級王者となったマティ・マツダ（1921年）。戦前にはハワイでキラー・シクマ（志熊俊一）が日本人初の重量級プロレスラーとして活躍したことが、プロレス系の個人サイトに遺族が投稿したのを機に近年、明らかになった（後に『週刊ゴング』で漫画化されている）。その他に数名の日本人、日系人が主にアメリカでプロレスラーとして活動していたことが確認されている。
マツダと共にプロレスラーとして活躍した三国山は帰国後の1887年に東京の銀座で「西洋大角力」を開催しており、これが日本初のプロレス興行とされている。しかし観客は集まらず失敗に終わっている。
1921年にアメリカのプロレスラーであるアド・サンテルが弟子のヘンリー・ウェーバーを連れて来日して、講道館柔道に対戦を要求。講道館は対戦を拒否したが、系列の弘誠館が受けてたち、永田礼次郎、庄司彦男、増田宗太郎、清水一の4名の柔道家が対戦。今で言う異種格闘技戦であり、試合は東京の九段の靖国神社相撲場で3月5日と6日の両日に行われている。なお、この試合に関しては「プロレス対柔道」のタイトルで週刊少年ジャンプにて漫画化されている。

#### 戦後

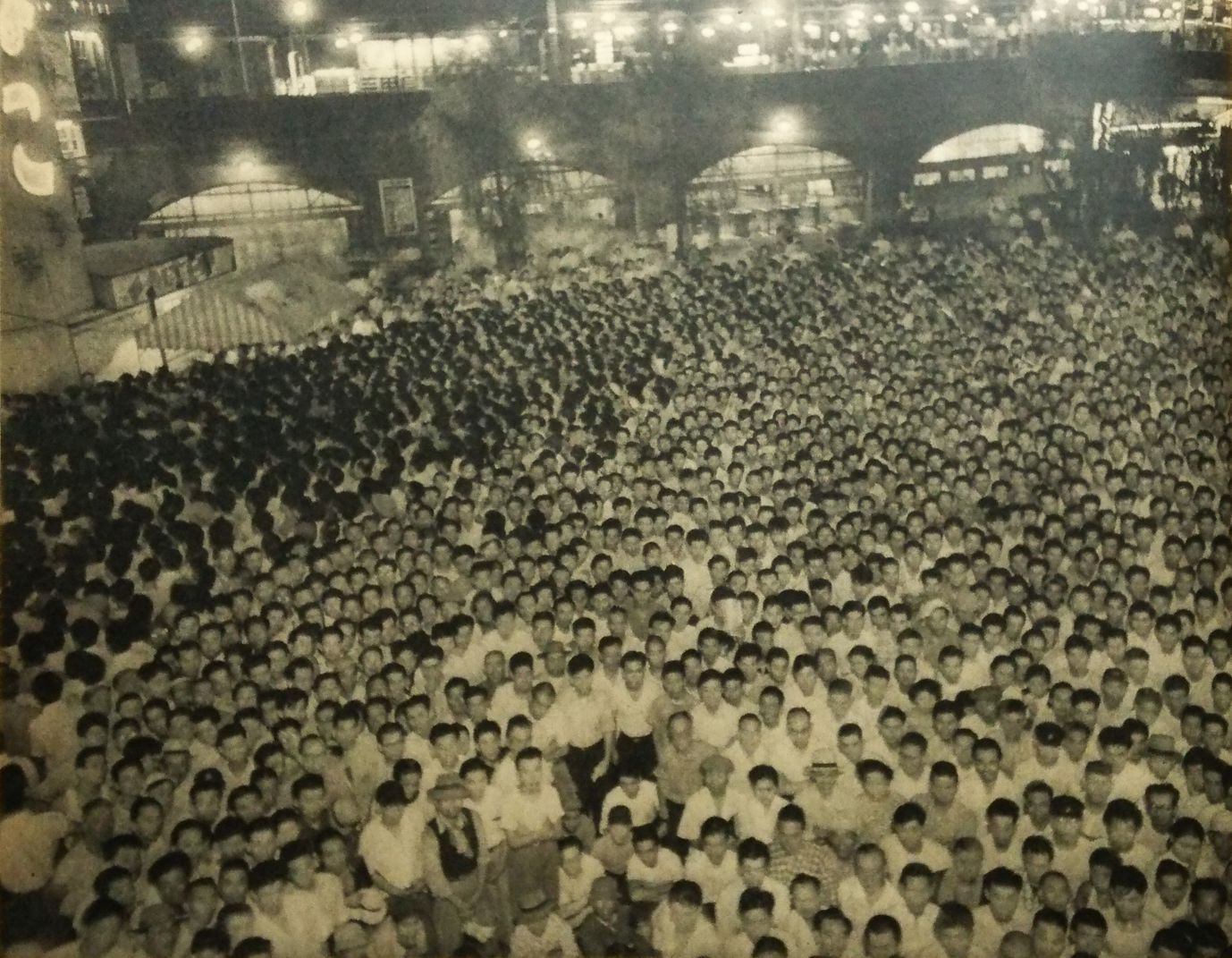
1955年、力道山の試合を観るために集まった群衆

プロレス興行が根付いたのは、戦後に力道山が1953年に日本プロレスを旗揚げしてからのことである。しかし前述の三国山が主宰した興行のように、戦前にもいくつかのプロレス興行があったことが確認されている。また、戦後GHQにより柔道が禁止されたため、柔道家の牛島辰熊が1950年2月に国際柔道協会（プロ柔道）を設立して木村政彦、山口利夫、坂部保幸らが参加し、力道山より早くプロ柔道で格闘技興行を始めていた。国際柔道協会は4か月10回の興行の後、木村政彦・山口利夫・坂部保幸が日本プロレスに移籍し瓦解、最終的に日本のプロレス団体は力道山の手によって統一された。
プロレス興行が根付いたのは、戦後に力道山が1953年に日本プロレスを旗揚げしてからのことである。しかし前述の三国山が主宰した興行のように、戦前にもいくつかのプロレス興行があったことが確認されている。また、戦後GHQにより柔道が禁止されたため、柔道家の牛島辰熊が1950年2月に国際柔道協会（プロ柔道）を設立して木村政彦、山口利夫、坂部保幸らが参加し、力道山より早くプロ柔道で格闘技興行を始めていた。国際柔道協会は4か月10回の興行の後、木村政彦・山口利夫・坂部保幸が日本プロレスに移籍し瓦解、最終的に日本のプロレス団体は力道山の手によって統一された。
日本の大手プロレス団体は、力道山がデビューした1951年を日本におけるプロレス元年としている。第二次世界大戦前後にプロレスを日本で普及させようとする試みは、プロレス界初の大スターとなる力道山が登場するまでは、概ね失敗に終わる。力道山はプロレスの「父」として知られるようになるが、彼は1963年に暗殺されるまで、自身が率いる日本プロレスとプロレスリング協会（JWA）を通じて、プロレスを大人気に導いた。戦後間もない頃で多くの日本人が反米感情を募らせていた背景から、力道山が外国人レスラーを空手チョップで痛快になぎ倒す姿は街頭テレビを見る群集の心を大いに掴み、プロ野球、大相撲と並び国民的な人気を獲得したのである。こうして創設以来、日本国外の（「外人」と呼ばれる）レスラー、特に北米出身者を積極的に起用し、そして日本と日本のレスラーの才能を世に知らしめてきた。力道山率いる日本プロレスと、その後継団体である全日本プロレスと新日本プロレスは、アメリカに拠点を置くナショナル・レスリング・アライアンス（National Resling Alliance、NWA）に加盟していた時期があり、その繋がりを利用して北米のスター選手を招聘して、興行運営の糧としていたのである。

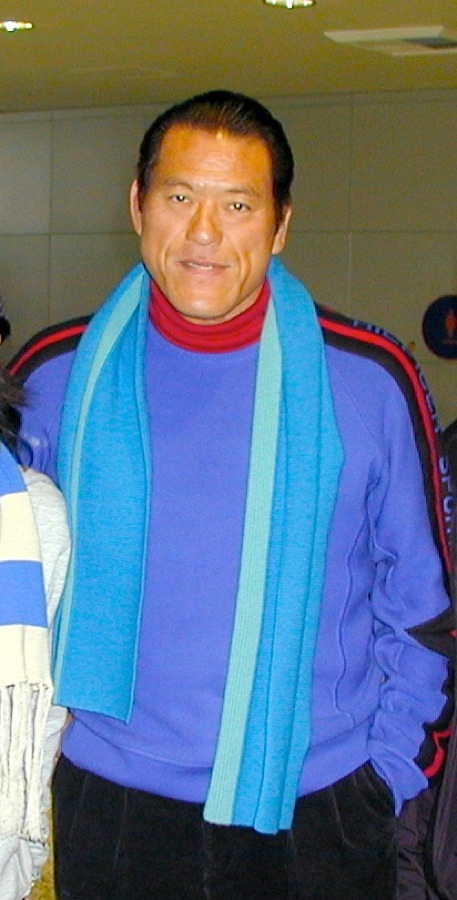
アントニオ猪木

#### 昭和後期 - BI砲時代
その後、日本においては力道山の率いる日本プロレスの独占市場であったが、力道山の死去後、東京プロレスと国際プロレス（いずれものちに消滅）が相次いで旗揚げして、さらに力道山の死去後の日本のプロレスを支えていたアントニオ猪木が新日本プロレスを、そしてジャイアント馬場が全日本プロレスを旗揚げして両エースを失った日本プロレスは崩壊する。しばらくの間は上記の2団体と当時は健在だった国際プロレス、そして女子プロレス団体である全日本女子プロレスの4団体時代が続くことになる。1970年代以降、猪木はプロレス最強を掲げてウィレム・ルスカ、モハメド・アリらと異種格闘技戦を行い、馬場もNWAとのコネクションから多くの大物外国人レスラーを招聘しそれぞれ人気を獲得。国際プロレスもヨーロッパ路線とデスマッチ路線を展開して独自のファン層を開拓した。国際プロレスは、ヨーロッパのサーキットと提携した最初の日本の団体で、フランス人のアンドレ・ザ・ジャイアントがのちに全米に進出し初めて国際的な名声を得ることとなったのは、国際プロレスを通してであった。
日本のプロレスは、その黎明期から幅広い客層を獲得するために、テレビに依存してきた。1950年代、日本テレビで放映された力道山の試合は、東京の街頭スクリーンに多くの観客を集めることが多かったこともあり、やがてテレビ朝日も放映権を獲得するが、最終的に両社は力道山の弟子の中でも特に優秀な2人を中心に、日テレがジャイアント馬場とその団体、朝日がアントニオ猪木とその団体を放映することとなる。この関係は、現在の主要団体で猪木と馬場がそれぞれ率いるプロレス団体に分裂した後も続くことになった。そして国際プロレスも、初期にはTBSテレビ、晩年には東京12チャンネル（のちのテレビ東京）で試合が放映されていた。
1980年代に入ると馬場の弟子であるジャンボ鶴田、天龍源一郎、猪木の弟子である藤波辰巳、長州力らいわゆる鶴藤長天が台頭する。また、新日本プロレスでは藤波らや佐山聡がタイガーマスク（初代）としてデビューして、それまでヘビー級の過渡期として位置付けられていたジュニアヘビー級をヘビー級から独立した独自のカテゴリーとして、その礎を築いた他、子供層の取り込みに成功して、人気を更に増した。
1984年にはUWFが旗揚げされ、ショー的要素を排除したシュートスタイル（のように見せかけた）のプロレスを確立して、後の総合格闘技の台頭への布石となった。
1981年に国際が消滅したため、昭和末期の段階では新日本プロレス、全日本プロレス、全日本女子プロレスに1988年設立の第2次UWFが4大団体という体制になっていた。その後第2次UWFはUWFインターナショナル、プロフェッショナルレスリング藤原組、リングスに分裂（藤原組はその後さらにパンクラス、格闘探偵団バトラーツに分裂）して細分化が進むことになる。
なお、昭和後期には上記の団体以外に興行を行う組織はほとんど存在せず、これらのプロレス団体に入門し、実際にプロレスラーとして試合のリングに立つ事は、大変に狭き門であった。
こうした状況の中で、1970年代の初頭から日本各地の大学にプロレスの同好会が設立されて、1978年頃より実際のプロレス形式の試合を行う学生プロレスへと発展している。同時期、学生プロレス初期のOB達が中心となり、社会人になった後も活動を継続するアマチュア・プロレス（社会人プロレス）の動きも始まっており、1978年8月には日本初の社会人プロレス団体であるJWA関西が設立、1980年代にはJWA関西の傘下団体は全国各地に広がっていき、後のインディー団体乱立時代の布石となっていった。一方、4大団体以外の小規模団体でプロレスラーとしてデビュー出来たとしても、その団体が活動を停止すると直ちに廃業に追い込まれる事例や、4大団体所属選手であっても人員整理に伴う解雇で引退に追い込まれる例も散見されていた。
1986年にジャパン女子プロレスが設立される。同団体は山本小鉄やグラン浜田ら男子プロレスラーをコーチとして招聘していたが、プロレス団体経営陣として参画していた新間寿は1988年に男女混合団体化（格闘技連合）を目指して浜田と大仁田厚の遺恨アングルを実行して、12月3日にジャパン女子プロレスの興行のメインイベントという形で浜田対大仁田戦が行われた。この時のジャパン女子プロレスのファンや所属プロレスラーらの反対の声により、混合団体化の計画は頓挫するが、この時の関係者が中心となり、後のFMW設立へと繋がっていく事になる。
元プロ野球選手の里崎智也と元豊ノ島は対談で「昭和だったら、野球か相撲か、サッカーが入るか入らないかで、柔道とか武道、あってプロレス」と、昭和当時のプロスポーツ（当時プロレスは競技系スポーツと見做される場合もあった）の選択肢の狭さを語っている。

#### 平成期 - 人気の低迷 - プロレス団体の乱立
1989年4月、全日本プロレスを解雇されて引退状態であった元国際プロレス出身プロレスラーが中心となり、パイオニア戦志が旗揚げ。日本初のインディー団体の設立事例となる。10月にはジャパン女子を追われていた大仁田厚がFMWを旗揚げ。デスマッチを主体とした興行で成功を収めてインディー団体というカテゴリーを確立。このプロレス団体は同時に「ハードコア・レスリング」の世界的なパイオニアという側面を持ってもいた。1990年1月には大仁田と同じくジャパン女子プロレスを追われていた浜田により、ユニバーサル・プロレスリング設立。日本にメキシコのルチャリブレスタイルが導入される嚆矢となった。
1990年代に入るとFMWの成功を受けて多くのインディー団体が相次いで旗揚げされてプロレス団体の乱立の時代を迎えた。日本のプロレス界に特に大きな影響を残したのは、1990年にメガネスーパーが出資して、新日本プロレス、全日本プロレスから多くのプロレスラーを引き抜いて設立されたSWSである。SWSは1992年初頭に、WARをはじめ複数の派生団体に分裂する形で崩壊していくことになった。ユニバーサルを退団したザ・グレート・サスケが1992年に設立した、みちのくプロレスは東北地方を主戦域として活動する地域密着型のインディー団体として成功を納めて、1993年に設立された高杉正彦のIWA湘南と鶴見五郎のIWA格闘志塾は神奈川県内の特定市域のみを活動地域とする手法で細く長く活動を継続した。
この頃になると乱立するインディー団体への主力選手の離散と同時に、馬場、猪木が第一線を退いた事もあり、プロレス人気にも翳りが見えるようになった。それまでゴールデンタイムで中継されていたプロレス中継は深夜帯へと移動して、ジャンルのマニアック化が進む。一方、興行面では東京ドームなどの大会場の使用が進んだこともあって、観客動員においては最高潮を迎えた。そして、ケーブルテレビやペイ・パー・ビュー形式の衛星放送の登場は、リングスのようなプロレス団体の台頭を促す。WOWOWは前田日明と契約を結び、彼が出演するたびにリングスに放映権料を支払っていたが、前田の引退とそれに続くリングスの崩壊により、この契約は最終的に破棄されている。
この間、北米で人気のあるレスラーの多くが日本のマット界に次々と上がっており、中でもスタン・ハンセン、ドクター・デス・スティーブ・ウィリアムズ、2010年代に台頭するケニー・オメガら、日本でキャリアの多くを費やし、母国よりも日本でよく知られる（または知られていく）こととなるが、彼らは日本で実力をつけて、本国でも知られるようになる。例えばオメガはその後、オール・エリート・レスリングへの参加を通じて、母国カナダとアメリカの両方で認知度を高めた。女子プロレスでも、モンスター・リッパー、マデューサ、レジー・ベネット、アメイジング・コングなど、著名な外国人選手が日本で成功を収めていく。現在は解散したWCWは新日本プロレスと、旧WWFは新日本プロレスやSWSと強力な選手交換契約を締結し、それぞれの団体所属選手をそれぞれに招聘。ケン・シャムロックは、 UWFでデビューし、後に他の日本人シュートファイターらと共にパンクラスを創設、日本でシュートスタイルの競技に参戦した最初のアメリカ人の一人である。他方で新日本プロレスやリングスでは旧ソビエト連邦などやオランダなどからの選手を招聘。団体のスタイルを反映してユニバーサル・プロレスリングやみちのくプロレスはメキシコのルチャドールらを、みちのくプロレスはさらにヨーロッパの軽量級の選手を多く参戦させることとなる。
1970年代後半から1990年代初頭にかけての全米各地のプロレス興行の衰退を反映して、その後はアメリカンプロレスがテレビ主導の興行に切り替えを行ったため、1990年代半ばからは外国人プロレスラーの招聘が困難になり、日本のプロレスは日本人プロレスラー同士の闘いに重点を置くようになった。新日本プロレスでは闘魂三銃士（蝶野正洋、武藤敬司、橋本真也）、全日本プロレスではプロレス四天王（三沢光晴、川田利明、田上明、小橋健太）が台頭して、後にまで業界を牽引していく。
1990年代後半に入るとK-1、PRIDEなど総合格闘技が台頭して、それまでプロレスが請け負っていた異種格闘技としての側面を2000年代初期にかけて奪われる形となった。古くからアントニオ猪木が「プロレス最強」を掲げていた背景から、これを受けて多くのプロレスラーが総合のリングに参戦するが準備期間の短さなどから結果を残したプロレスラーは少なく、人気低迷に拍車をかけた。一方、UWFインターナショナル、キングダム出身の桜庭和志や新日本プロレス出身の藤田和之など、総合格闘技のリングで優秀な戦績を収めた者もいた。
1997年にはJWP女子プロレスのプラム麻里子が試合中の事故により死亡。日本プロレス史上、初めてのリング禍であった。老舗の全日本女子も、この年に最初の経営破綻を引き起こし、多くの女子プロレスラーが他団体に流出して衰退していった。
1999年、元来非営利運営を主としていた社会人プロレス出身者により、零細ながらも商業活動を行う歴としたインディー団体である YMBプロモーション が設立される。1970年代以来の社会人プロレスの伝統に則り、煎餅布団の上にブルーシートを敷いた簡易リングを用いて数十人から数人程度の観客を前に試合を行う興行形態 は当時のプロレスマスコミの間では未知のものであった。また、それまでのインディー団体はメジャー団体からスピンアウトした関係者や、より大規模なインディー団体が分裂していく過程で設立されたものが多かったことから、規模の大小はあれどもその興行領域は全国区を標榜していることが多く、単一県内など特定の地域内のみで興行を行うインディー団体は（先述のIWA格闘志塾などの先例を除けば）極めて珍しいものであったため、YMBは週刊プロレスにより、ローカルインディー団体として初めて分類されることとなった。なお、ローカルインディー団体の中でも更に活動地域が狭く、道場などのリングが常設されている特定の場所でのみ興行を行うプロレス団体は「インディーの中のインディー」を意味する「どインディー」とも呼ばれている。こうしたプロレス団体の初の事例は、1993年に横浜市鶴見区の焼肉屋が主体となり、常設されたリングの周囲に様々な料理を提供する屋台街が形成され、屋台の来店客にプロレスやキックボクシング などの格闘技の試合を提供した屋台村プロレス（正式名称はプロレス屋台村15番街ヨンドン）であるとされている。屋台村プロレスは1996年頃には中心となった焼肉屋の閉店に伴い解散したが、常設リングを持つ運営主体に様々なローカルインディー団体がプロレスラーを派遣して興行を成立させる手法は、その後、ローカルインディー団体の多くに引き継がれた。

#### 2000年代 - メジャー団体分裂による勢力再編
2000年代に入ると日本のプロレス界の勢力が一変した。全日本プロレスでは馬場の死後は社長に就いた三沢光晴と馬場の未亡人として経営の権限を持つ馬場元子が団体運営を巡って対立して、三沢は殆どの所属選手と共に団体を退団してプロレスリング・ノアを旗揚げ。新日本プロレスでも橋本真也が解雇されて新たにプロレスリングZERO-ONEを旗揚げして新たな4団体時代を迎えた。一方、所属選手の殆どを失った全日本プロレスは団体存続をかけて新日本プロレスとの交流に踏み切った。その後、2002年に武藤敬司ら新日本プロレスの選手・スタッフが全日本プロレスに移籍して、10月に武藤が同団体の社長に就任している。
メジャー団体とインディー団体の交流は1990年代から頻繁に行われていたが、2000年代以降はメジャー団体同士の交流も盛んに行われるようになった。この頃からWWEが日本でも人気を博して、その流れを受けてファンタジーファイトWRESTLE-1、ハッスル、DDTプロレスリングなどエンターテインメント志向の興行が行われるようになった。2006年には国内初のプロレス統一機構の確立を目指しグローバル・レスリング連盟が発足したが、わずか1年で連盟としての活動は途絶えている。2000年代前半はいわゆる第三世代が台頭するが、人気面で上の世代である三銃士、四天王を凌駕することはできず依然として旧世代が興行の中心を担う形となった。しかし、2005年に橋本が、2009年に三沢が急逝し他の三銃士、四天王も退団や負傷欠場などによって定期参戦がままならない状態となり、さらに2000年代後半からは第三世代の下にあたる第四世代とも言える新世代の台頭が著しくなり、各プロレス団体の勢力図が変革されていった。女子プロレスも2005年に全日本女子プロレスが活動を完全に停止、それと入れ替わるようにアイスリボンやプロレスリングWAVEなどの新興団体が勢力を伸長させていった。この時代に入ると、社会人プロレス団体が営利団体化してローカルインディー団体に昇格する事例 も増えていった。そうしたプロレス団体の一つが、屋台村プロレスからデビューした高木三四郎が率いるDDTプロレスリングであった。
日本テレビは2000年の全日本プロレスからプロレスリング・ノアが分裂後、ノアの『パワーアワー』を放映していたが、新日本の『ワールドプロレスリング』同様、放送局によって既に深夜の時間帯に追いやられてしまっていた。そして2009年のグレート・リセッションにより、日本テレビはプロレスリング・ノアのパワーアワーを含むすべてのプロレス番組を中止（小規模な系列局は依然として大型カードを放送している）、これで同局では力道山以来の伝統に、終止符を打った。
2011年には、東日本大震災復興支援を目的として新日本プロレス、全日本プロレス、プロレスリング・ノアによる合同興行ALL TOGETHERが開催された。2012年には新日本プロレス、全日本プロレスが旗揚げ40周年記念興行を合同で開催するなど、プロレス団体同士の連携を強めている。
新日本プロレスは2000年代に低迷して、ゲーム会社のユークスの傘下となっていたが、2012年にエンターテイメント企業「ブシロード」の子会社となると、同社のコンテンツビジネスとの連携を深めて観客数と売り上げを大きく増やし、2016年にはプロレス団体史上最高額の事業利益を達成。「奇跡のV字回復」と評されるほどの復活劇を見せた。
プロレスリング・ノアは三沢亡き後のプロレス団体をまとめきれず、主力プロレスラーの離脱が相次ぎ、2016年に経営破綻し事業再編、さらに2019年にサイバーエージェントの傘下に入り、同グループ傘下であるプロレスリングDDTの高木三四郎が社長に就任している。プロレスリング・ノアを離脱した秋山準らは、ベンチャー企業のスピードパートナーズ（後の八丁堀投資）の傘下となっていた古巣の全日本プロレスに復帰する。しかし、全日本プロレスのオーナーとなったスピードパートナーズ社長（当時）の白石伸生の運営に反発した武藤らが全日本プロレスを退団して、新たにWRESTLE-1を旗揚げ。一方、全日本プロレスは親会社の経営破綻により秋山を社長とした新体制で再出発。しかし、2020年にWRESTLE-1は活動停止。全日本プロレスも2019年にオーナーの福田剛紀が社長になり、翌2020年には秋山が退団した。
各プロレス団体で主力プロレスラーの退団、移籍が発生した他に、インディー団体出身プロレスラーによる地方団体旗上げが相次ぐなど、細分化も進んでおり、メジャー団体を離脱したプロレスラーも、余程の事情がない限りはローカル・インディーやどインディー団体のリングに活動の場を移すことで、廃業せずに現役を続行出来る程度に受け皿が広がっている。また、日本のプロレス市場はWWEを始めとする海外団体が強く関心を寄せておりKENTA、中邑真輔、戸澤陽らがWWEへ進出した他、新日本プロレスに参戦していた外国人プロレスラーが相次いでWWEやAEWといった海外団体へ移籍しており、一方で全米進出を狙うプロレスラーやWWEを解雇されたプロレスラーが相次いで日本のプロレス団体に参戦するなど、移籍市場として一定の価値を獲得している。2014年以降、アメリカのAXS TV (AXS_TV) では、新日本プロレスの様々なライブスペシャルを放送している。
2020年、新型コロナウイルス感染症対策による興行開催自粛を受けて4月15日、木谷高明（新日本プロレス、スターダムのオーナー）が音頭を取る形で国内男女7団体 が馳浩衆議院議員、スポーツ庁、経済産業省に休業補償などの要望書を提出。一方の馳は7団体にコミッション設立を要請。それに応じるように2023年に日本プロレスリング連盟が発足した。
YouTube文化の隆盛の中において船木誠勝、長州力、谷津嘉章、前田日明、キラー・カーンら多くの元プロレスラー、現役プロレスラーが自身のチャンネルを立上げて、現役当時の昔話や裏話などに花を咲かせ、人気チャンネルとなっている。

## マスコミにおける取り扱い
かつて新聞社やテレビ局においてスポーツとして扱うかエンターテインメントとして扱うか議論となったが、新聞では一応はエンターテインメントとしての扱いという形で決着した。
テレビ（中継対象として）
かつて試合中継は放映権料や宣伝効果により、「テレビ中継がなければ団体運営は出来ない」と言われたほどプロレスとテレビ中継は密接につながっていた。日本の地上波では日本テレビやテレビ朝日及び、その関連局が大手プロレス団体の興行を中継（主に録画）している。かつてはゴールデンまたはプライムタイムに60分の番組枠を持っていたが、日本テレビ系列は30分に縮小後2009年3月に撤退して、のちにテレビ朝日系列のみで深夜に30分と縮小されて放送となった。そのため、以前のようなテレビ中継による影響力は減少している。なお、テレビ放送開始直後の1954年にはNHKがプロレス中継を行ったことがある。ケーブルテレビやCSといった有料放送でも放送しており、専門チャンネルも存在する。アメリカではFOX SportsやUSA Network、TNTなどが放送を行っている。
テレビ（報道対象として）
エンターテインメントであると同時にスポーツでもあるという認識でスポーツ番組でも取り上げる。日テレやテレ朝などプロレス中継を行う局が取り上げることが大半。芸能人が試合を行う場合はワイドショーで扱われることがある。
1979年に行われた「プロレス夢のオールスター戦」は、当日参加したプロレス団体と放送局の結びつきが強いことを考慮して中継という形での放送はされず、メインイベントのBI砲復活試合（ジャイアント馬場・アントニオ猪木対アブドーラ・ザ・ブッチャー・タイガー・ジェットシン）のみがスポーツニュースの枠で放送された。放送にあたり中継ではなくスポーツニュース用の報道扱いで1局につき3分まで映像を流してもよいとの許可が出されてテレビ朝日と日本テレビが、それぞれ中継を担当するレギュラーの実況アナウンサーによる解説で放送されている。
なお、政治家としても活動していたアントニオ猪木が死去した際はニュース番組で2時間以上の追悼特集が組まれたことがあった。
一般新聞
スポーツ面に掲載されることはほとんどなく、著名プロレスラーの死去、興行会社の倒産、関係者が刑事事件を起こすといった場合に報道される程度である。
珍しい例としてジャイアント馬場が新聞の聞き書き欄に登場したり、死去した際に追悼コラムが掲載されたりした例はある。また、2007年8月下旬から10回に渡り、朝日新聞夕刊一面でプロレスの特集が組まれて、プロレスラー（現役、元）、関係者、古舘伊知郎、ファンである内館牧子など、約30名のインタビューが掲載された。一般紙でこれだけ長期に渡り、さらに一面でプロレスの特集が組まれたのは異例中の異例である。
スポーツ新聞
紙面上の扱いに新聞間で差があるものの格闘技と同様に報道される。試合結果、インタビューなどが掲載される。
かつては、東京スポーツ（とその系列）とデイリースポーツのみが扱った（当時女子プロレスも掲載していたのはデイリースポーツのみ）。1986年に大相撲の元横綱輪島大士のプロレス参戦と同時に各スポーツ紙が掲載するようになった。
専門誌（専門紙）
新聞と同様、試合結果（詳細な試合レポート）、選手インタビュー、その他企画記事などを掲載している。新聞よりも各団体のアングルの展開状況を解説する役割が強い。基本的にマーク層を主要購買層としてプロレスを純粋な勝負であることとして扱う。
プロレス団体の数が増えて、その一方でテレビ、新聞報道が少なかった時期（主に1990年代）は、試合内容を早く、詳しく知るための中心的な存在でありビッグマッチの数日後に「速報」という形で増刊号を発行することも多かったが、インターネットの普及によりその優位性はほぼ失われた。そのため電子メディアとの差別化に苦しみ発行部数は減少しつつある。
以下は専門誌の代表的なもの。
- 週刊プロレス
- 週刊ゴング（休刊）→2015年にアイビーレコード（発売元は徳間書店）から月刊誌として復刊。→2016年、アイビーレコードが出版業撤退のため、事実上の休刊。
- 週刊ファイト（休刊）→2015年、ウェブサイト「ミルホンネット」が改題する形で「復刊」。
- kamipro（旧：紙のプロレス、紙のプロレスRADICAL）（休刊）後継誌としてDropkickおよび、KAMINOGEに移行。

専門サイト（WEBサイト）
専門誌と同様に試合結果（詳細な試合レポート）、プロレスラーへのインタビュー、その他企画記事などを掲載している。新聞、専門誌より速報性が高く、YouTube・USTREAM・Twitterなどの普及と相まって情報取得、拡散手段として重要な役割を果たしている。また、専門誌の減少によりWEBマスコミの詳細か各プロレス団体の公式サイトでしか情報が取得できないプロレス団体も多くなりプロレス文化の下支えとなっている。
- 週刊プロレスモバイル
- スポーツナビ
- バトル・ニュース
- リングスターズ
- ファイト!ミルホンネット→週刊ファイト
- ぼくらのプロレス
- プロレスTODAY
- ニコニコプロレスチャンネル

報道における特徴
プロレス報道における最大の特徴は「『選手経験を持つ、専門の技術解説者』でなくとも解説が務まる」ことである。テレビ放送時はアナウンサーと解説が付くことが通例であるが、その場合の解説者は現役レスラー、OBレスラー以外に、マスコミ関係者であることも多い。
プロ野球やサッカーにおいては、解説者は必ずしも、その球団のOBではない。異なるリーグで一度も対戦経験の無かった、元選手が解説をすることも珍しくはない。しかし、プロレスの場合は、引退後にフリーの技術解説者になっても現役時に所属していなかった団体の中継で解説を行うことは珍しい。旧WRESTLE-1解説の蝶野正洋や、WRESTLE-1の旗揚げ戦、2015年にG1 CLIMAXで解説を行なった小橋建太、FIGHTING TV サムライにおいて女子全般を担当するブル中野は極めて稀なケースと言える。
活字メディアにおいても同様であり、引退した選手がコラムを寄稿することはあっても、その選手が全く関係を持たなかったプロレス団体の試合分析を行うことは珍しい。プロレスラーには厳密な引退は存在せず廃業のみがあり、現役復帰が極めて多いことも理由である。
プロレスがプロ野球やプロサッカー、プロボクシングと違い、スポーツとして取り扱われない理由は台本の存在にある。逆にオリンピック競技の1つであるアマチュアレスリングは、スポーツとして扱われている。マスコミ関係者による解説は「気合」、「殺伐」といった精神論的、抽象的表現に終始してしまうことが多い。
一時期、大仁田厚がフリーの解説者になると表明したことがあったが、結局活動は行われなかった。
ジャーナリズム
プロレスにはスポーツジャーナリズムは存在しないことも特徴のひとつである。芸能産業、興行ビジネスであるため何らかの形で各地域の暴力団と関係を持ちトラブルが発生したりレスラーがマルチ商法の広告塔としてメディアに露出した場合は前述の専門誌やスポーツ新聞は黙殺、無視のスタンスを取り、報道を行わない。この様なトラブルを扱うのは主に一般週刊誌などである。近年では暴露本の類のムックが多く発行される様になった。
日本のプロレスにおいては、しばしばプロレス団体から報道各社に対し「取材拒否」が行われることがある。これはプロレス団体に対し不利益な記事を書いたために行われることが大半である。取材拒否は、そのままそのプロレス団体のファンが買っていた分の販売部数の減少に繋がり、広告収入で成り立つマスメディアにとって致命的となるため、プロレス紙誌は各団体の機関誌、広報誌以上の内容にはならないことが大半である。
力道山時代からプロレスは「プロレス村」と表現される程に閉鎖的、排他的傾向を持ちマスコミもその閉鎖性を保持、維持する立場を取ることが多い。PRIDEがKRSによる主催であった時代「あなた達（KRS）は何者なんですか」という質問がなされたことを代表に、詳細な取材よりも団体から流されるリリースをそのまま掲載することが少なくない。
選手インタビューと銘打たれていても事実を述べてそれに対しての選手や考え方を訊くような質問の意図が明確な内容よりも選手の独白に記者が詩的修飾語が多用された解説・脚注を加えたものが掲載されることは少なくない。
この傾向はプロレス雑誌での試合観戦記においても例外ではない。後述の「台本」の項の通り、ターザン山本編集長時代の週刊プロレスのように、裏金や誌面優遇などの癒着の見返りに記者自らが台本を決定していた行為が公然と行われていた時代には、他スポーツの観戦記に見られる様な試合経過を淡々と写実的に解説する文面ではなく、試合展開や背後のアングルをベースに詩的修飾語が多用された小説かポエムに近い内容の観戦記も多々見受けられた。
なお、ライターの斎藤文彦は上記に異を唱え、「プロレスマスコミ」という存在があることが、日本において特殊なジャーナリズムと記述している。

## 基本事項

### ショー的側面

#### ブック
ブックとはプロレスの試合における段取りや勝敗の付け方についての台本を意味する（なお照明、音響、撮影係等のスタッフ用の興行進行台本はこれとは別の物）。この台本を考案、作成する人間は「ブッカー」「マッチメイカー」と呼ばれ、リング外での筋書き（アングル）及び試合展開や決着方法を考えて、提示されたプロレスラーはそれに合わせた試合を行う。実際に「本」があるわけではなく、勝敗以外の詳細な試合展開については口頭での打ち合わせであり、試合を行うもの同士の裁量に任される。力学に変動のある様式はジャズのアドリブ演奏にも例えられている。

#### アングル
試合以外にも、リング外でのプロレスラー、グループ、プロレス団体間の衝突（主に抗争、と表現される）のアングルと呼ばれるストーリー展開も重要な要素であり、いかに観客の注目を集めて継続性の強いアングルを展開出来るかが、観客動員に大きく影響する。アングルを巡業（シリーズ）を通じて展開、消化して最終戦において（大会場で開催されてアメリカではペイ・パー・ビューとなる場合が多い）決着を着ける。そして新しいアングルを展開する。プロレスは試合とアングルを楽しむものであり連続ドラマと類似している。

#### ギミック
特に20世紀中期以降のアメリカのプロレス団体などの場合、プロレスラーには一定のキャラクターであるギミックが要求された。それにはプロレスラーが考えたものもあればプロレス団体から提示されるものもあった。特定の人物が悪役（ヒール）として振る舞う。悪役は反則するのが当たり前で審判の目を盗み、あるいはその制止をも無視して反則技を振るい、客の正義感を沸き立たせる。大半は最後に敗北して客は溜飲を下げるが場合によっては反則攻撃などの汚い手段で勝利、反則負けをする。悪役が勝っても反則負けをしても次回の試合への客の関心を集める役目を果たした。これに対して正義漢、善玉の役割をベビーフェイスという。やられ役が負けることをジョブという。
特にアメリカのプロレスでは、その面が顕著で日本でも昭和期のプロレスにはその色が強かった。悪役は往々にしてステレオタイプな嫌われ者を体現して特に外国出身を名乗る選手では人種的民族的偏見を明確に示す場合があった。場合によっては風貌が近い者を別の国の出身者に仕立てることもあり悲喜劇的な例として共産党の支配による社会主義体制を嫌ってユーゴスラビアからアメリカに亡命したニコライ・ボルコフが試合前にソ連の国歌を歌うなどのギミックを背負った悪役にされた例がある。また、ギミックには世相が反映されることが多い。特にアメリカでは、その傾向が強く第二次世界大戦後には真珠湾攻撃を連想させる不意打ちを連発する「卑劣なジャップ」風のレスラーや「ナチスの残党」を名乗るレスラーが多数存在して、米ソ冷戦時代はロシア出身を名乗るレスラーが多数いたり湾岸戦争時にはアラブ人のギミックでサッダーム・フセインの側近を名乗ることで観客のヒート（興奮）を買う、といったことが繰り返された。

### 非ショー的側面
プロレスはワンマッチで興行をこなし、そのためトーナメントなどの完全なる真剣勝負や競技スポーツとは相違があるため、同様の技を常人が受けた場合に危険が生じる行為は意図的に避けられている。例えばKｰ1・キックボクシングやフルコンタクト空手などの立ち技格闘技のように蹴り技では相手選手の局部以外の急所を狙う（膝へのローキックなど）のはルール上許されても、鍛えた筋肉で守られ怪我をする恐れが少ない部分をめがけ、力を込めて蹴りをいれる場合が大半であるほか、反則行為ともされている素手でのパンチの場合も、拳骨部を当てると顔が腫れ上がったり、自身の拳も含めて骨折などの怪我を誘発する恐れがあり危険であるため、寸止めなど何らかの制御が普通である。
ジャンボ鶴田はルー・テーズに学んだバックドロップでは落下の際、右足を流すことも多かった。右足が流れる理由を後年、「そうしないと、怪我人が出ちゃうから」としていた。これはハーリー・レイスにしっかりと両足をつけて見舞ったところ、食らったレイスが試合後激怒されたことからで、このときレイスは「あんなこと、この場でもう一度、俺にやれるのか」と、鶴田の控室まで乗り込んで来たという。ただし、プロレスラーが受けてもタイミングの狂いなどから危険が生じることは時々ある。スタン・ハンセンはブルーノ・サンマルチノの首をボディスラムのかけ損ないで骨折させたことがあり、のちにハンセン自身も相手攻撃で失神してしまったことがある。このほか天龍源一郎、ミスター珍、マリオ・ミラノ、ザ・マミーなど、試合中に失神してしまった例は多い。
ハワイで行われたルー・テーズ対力道山戦でもテーズのリバース・スラムで力道山が失神したとされ、三本勝負が一本だけで終了となったが、その後テーズは大木金太郎戦で大木を、寺西勇とのエキジビションで寺西を、力道山も木村政彦戦で木村を失神させたことが知られる。また、テーズは対グレート草津戦で草津を意図的にノックアウトさせるバックドロップを仕掛け、草津を失神させたとしている。草津はその後も対モンゴリアン・ストンパー戦でストンパーのスリーパー・ホールドで失神したとされる。一方、三沢光晴は業界一の受身の達人といわれていたがバックドロップの受け損ないで死亡しているが、他にもJWPのプラム麻里子や新日本プロレスの福田雅一などの例や、馳浩も試合での受け身の取りそこねで試合後に心肺停止したことがある。
佐山聡によれば、多くのプロレス技は「暗黙の了解」がなければかかるようなものではなく、かつ格闘技には使えないものであると断じている。一方で桜庭和志のように総合格闘技でプロレス技を繰り出す選手もいるほか、総合格闘技や他格闘技で使用されていた技がプロレス技となって知られ定着するものも多くある。また、本質は真剣勝負ではないとしても試合中に本気になってしまう場合など、それに近い試合が行われてしまうことはある。例を挙げると小川直也対橋本真也戦は「シュート」（演劇的要素を無視した試合）に近いものであり試合中は本気のパンチを当てていた（相手にかけた関節技を自ら解くなど、完全な真剣勝負ではない）。特に1999年1月4日での試合は師であるアントニオ猪木から「一方的に蹴りまくって、最後は蹴って、リングから出すまでやれ」といわれていた。タッグマッチ中にエル・サムライが大谷晋二郎による顔面への攻撃に本気で怒り大谷を追い掛け回した挙句、味方である獣神サンダー・ライガーにそれを止められている。サムライは1997年の6人タッグマッチでも今度は大谷ではなく金本浩二と延々と場外で乱闘を繰り広げているが、このときは金本がサムライのマスクの新デザインを馬鹿にしたことへの報復とされる。前田日明はアンドレ・ザ・ジャイアントが本気で危険な技をかけてきたのに対して、関節部への危険な蹴りを多発した（無効試合）。前田はデビュー間もないころに段々熱くなって喧嘩に限りなく近い試合になることがあったとし、実際にも1979年に対戦相手のサイレント・マクニーが、タイガー・ジェット・シンにそそのかされてシュートを仕掛けられた際に不穏試合と化したが、返り討ちにしていることが知られる（試合結果自体は10分時間切れ）。マクニー戦がセメントマッチとなってしまったことについては後年自分らがプロレスの世界に入った頃は相手が技を受けない場合はやってもいいと、当たり前に言われていたという。一方で自らも1985年のスーパータイガー戦で周囲にそそのかされて不穏マッチを敢行している。試合中の細かい点までは決めないプロレス団体も多く、気性の荒い者たちによる試合中のトラブルは時々見られる。

## プロレス団体と運営
世界最大のプロレス団体はアメリカに本拠を置くワールド・レスリング・エンターテインメント（WWE）である。 この会社は、解散したワールド・チャンピオンシップ・レスリング（WCW）や、エクストリーム・チャンピオンシップ・レスリング（ECW）などの小規模な会社を吸収合併したことで有名である。その他の人気企業としては、オール・エリート・レスリング、メジャー・リーグ・レスリング、トータル・ノンストップ・アクション・レスリング（TNA）、リング・オブ・オナー・レスリングなどがある。メキシコで最も有名なのは、コンセホ・ムンディアル・デ・ルチャ・リブレ（CMLL）、ルチャ・リブレAAAワールドワイド、The_Crash_Lucha_Libre (The_Crash_Lucha_Libre) 、インターナショナル・レスリング・レボリューション・グループ（IWRG）などである。日本では前述の通り、新日本プロレス、全日本プロレス、プロレスリング・ノア、ドラゴンゲート、DDTプロレス、ワールドワンダーリング・スターダムなどがある。
団体
プロレスラーあるいは他のスタッフと契約して興行を行う、一般では「興行会社」と呼ばれるものを、プロレスでは団体と称する。規模によってメジャー団体とインディー団体に分類される（詳細は後述）。プロモーションのクリエイティブなアプローチ手段、規模、範囲、は、独立系サーキットでのローカルショーから、主要アリーナで国際的に放送されるイベントまで、多岐にわたる。
プロレスは、プロダクション会社やスポーツリーグ (Sports_league) とほぼ同様であるが、プロレスラーが所属せず興行ごとに要員を契約する会社があってこれをプロモーションと呼ぶ場合がある。そして様々な「プロモーション」を通じて世界中で行われており、プロモーションの規模、範囲、クリエイティブなアプローチは、独立系サーキットでのローカルショーから、主要アリーナで国際的に放送されるイベントまで、多岐にわたる。道場（練習施設）を自社保有していれば団体と呼べると指摘されることもあるが、厳密に団体、プロモーションを分ける基準は無い。そのため、数人程度の所属プロレスラーとフロントのみで、練習は他団体の道場やジムで行っている興行会社であっても「団体」を自称する興行会社も多い。
興行を行わないもしくは年間興行数が非常に少なく自社の保有する練習施設を利用しての所属選手育成および他団体派遣を中心行う会社（フリーのプロレスラーの所属事務所 もこれに含まれる）は「事務所」、「道場」、「ジム」などと称する場合もあり、これらも「団体」を自称していることもある。逆にこれらに所属する選手は「フリー」として扱われる場合も多い。
しかし、団体＝組織を表すのでは無いため、所属選手が1人でも団体を名乗ることが出来る。
メジャー団体、インディー団体
プロレス団体はメジャー団体ないしはインディー団体と表現される場合がある。規模の大きさに依存する概念である（詳しくは「インディーズ」を参照）。海外の場合WWEは株式上場しているが、現在、日本では上場している団体は無い（2015年7月に新日本プロレスが3年から5年後の株式上場を目指すことを表明していた。それ以前にも2006年9月に大阪プロレスが株式を公開して将来的に上場するという予定を発表していた）。
インディー団体は運営規模から、総じて地域密着型団体が多くプロレスラーもメジャー団体に比べて小柄なプロレスラーが多い。
規模や旗揚げの経緯からメジャーにもインディーにも括りきれないプロレス団体は「準メジャー」、「ボーダー」と表現されることもある。
メジャー団体とインディー団体の区分の基準には団体規模以外にも以下のものを提唱する人間が一部いる。
- 地上波テレビ中継の有無
- 全国規模の巡業
- プロレス団体または関連会社が管理する道場（寮とリング他練習用具が一体となった施設）の有無

かつては小規模団体は自前でリングを持たないため、練習は他団体の施設を空き時間に借り興行ではリング屋から賃貸することが多かったが近年は小規模団体でも練習設備が充実しているプロレス団体が多いことから現在この条件を用いることはほとんどない。
一部マスコミでは新日本プロレス、全日本プロレスを「2大メジャー団体」、これにプロレスリング・ノアを加えて「3大メジャー団体」と呼称している。プロレスリングZERO-ONE（後のプロレスリングZERO1）が大規模に活動していた時期にはこれを加えて「4大メジャー団体」などと呼称していたが、プロレスリングZERO1-MAXに改称して以降は活動規模を大幅に縮小したため、上述の準メジャー団体、長州力など一部のプロレスラーからはインディー団体として扱われている。また、DRAGONGATE（旧：闘龍門JAPAN）はインディー団体発ながら興行規模においてメジャー団体に匹敵、あるいは凌駕しておりメジャー団体の一角に数える向きもある。他にDDTプロレスリングも同じくインディー団体発だが今日ではメディアによってはメジャー団体として扱われることもある。さらに大日本プロレスも既にインディーのカテゴリーではないという意見もある。一方で全日本とノアが地上波放送を失い選手層が薄くなったことなどもあり、2013年現在では新日本プロレスを唯一のメジャー団体とする見方もある。
女子プロレスにおいては、全日本女子プロレスが絶対的なメジャー団体として存在していたが、創業者の松永家一族による同族経営の弊害などもあったことや、バブル期の不動産投資などに失敗して経営難に陥った結果、2005年3月に解散した。全日本女子プロレスの解散後は女子プロレス界の縮小及びプロレス団体の細分化が進んでおり、女子プロレス団体すべて足しても男子インディー1団体のシェアにも勝てないと言われていた時代もあった。
運営
プロレスに由来するいくつかの用語について、プロレス由来の用語の中には、一般用語として定着しているものもある。「ボディスラム」「スリーパーホールド」「タッグチーム」といった言葉は、プロレスを観ていない人にも使われており、そして1990年代にThe Rock（ドウェイン・ジョンソン）とSmackDownによって普及した、この「smackdown」という用語は2007年からメリアム＝ウェブスター辞書にも掲載される。
日本のプロレス団体においては、企業経営で用いられる言葉を他の表現に言い換えることが多い。また日本のプロレスのビジネスモデルの基盤を成立させた力道山が力士出身だったため、隠語は相撲と共通するものが多い。そして嚆矢でもある日本プロレスでは力道山、豊登道春、芳の里（長谷川）淳三と、前述のとおりプロレスラー兼任もしくはプロレスラー出身者が団体社長に就いていたが、以降も全日本プロレスのジャイアント馬場、新日本プロレスのアントニオ猪木、藤波辰爾、全日本およびプロレスリング・ノアの三沢光晴、SWSおよびWARの天龍源一郎、ジャパンプロレスおよびWJプロレスの長州力、全日本およびWRESTLE-1の武藤敬司、ZERO-1の橋本真也、FMWの大仁田厚などのように、日本プロレス以降の団体もその団体の看板選手が実質的に経営トップに立つ「二足の草鞋」である例が多数みられる。これは、日本プロレスを創設した力道山は大相撲出身であったことから、大相撲の風習を多く日本のプロレスに持ち込んだことが影響しており、日本相撲協会のトップも力士出身者であることなどの共通項が見られる。
この傾向も昭和末期頃からUWFなどの中規模以下の団体の台頭や、SWSのような異業種からの参入も出始め、いわゆる「背広組」（プロレスラー未経験者）のフロントも徐々に現れるようになった。SWSは前述の天龍に社長の肩書が移るまでは親会社のメガネスーパー社長の田中八郎がトップであり、天龍が社長職に就いてからも実質的な経営権はメガネスーパーが握っていた。新日本も創業者の猪木の政界進出を受けて、その後継としてプロレスラー出身の坂口征二が平成初期から中期にかけて社長職に就いたが、坂口は社長就任に当たっては現役を引退して社業に専念し、経営面で手腕を発揮して前社長の猪木時代の負債を完済するなど新日本の経営の安定化に貢献するなど定評があった。
一方で坂口退任後の新日本では、社長に就いた藤波辰爾などが実質的なオーナーでもあった猪木の様々な介入を避ける事が出来ずに団体内に混乱を来し、経営が低迷して後述のユークスへの身売りへつながる要因となり、全日本でも創業者の馬場の死去を受けて、同じく現役レスラーであった三沢光晴が社長に就任し馬場時代からの団体内の改革を目指すも、実質的なオーナーである馬場元子（ジャイアント馬場夫人）との軋轢が生じて、三沢以下全日本からの選手・フロントの大量離脱を招き、経営危機に陥った。また全日本離脱後にプロレスリング・ノアを旗揚げした三沢も同社の社長を兼務する形で第一線の選手として現役を続けた結果、全日本時代からの歴戦のダメージが蓄積された影響も重なって、2009年6月の試合中に事故死する事態となり、没後の団体内での混乱に拍車がかかる形で経営が悪化するなど、この時期にかつてのプロレス団体の商慣習がもたらした様々な弊害が団体の運営面に混乱を来し、深刻な経営危機に陥るケースが散見された。
平成から令和に入り、依然として選手が団体経営トップの座にある団体も散見されるが、新日本は平成後期に情報通信事業のユークスを経てブシロードの子会社となり、同社出身者がフロントとして経営を担うなど異業種からの参画も目立つほか、DDTプロレスリングのようにサイバーエージェントの傘下に入りつつも実質的な経営は選手の高木三四郎が担い、サイバーが設立したCyberFightの下でDDTや同グループの傘下に入ったプロレスリング・ノアなど複数の団体を運営するなど、経営業態も多角化している。2023年12月、新日本の看板選手のひとりである棚橋弘至が藤波以来19年半ぶりとなるレスラー兼任の社長に就任したが、2026年1月を以てプロレスラーとしては引退し以降は社長に専念する予定となっている。
女子プロレスでは、スターダムが新日本プロレスと同じくブシロードの傘下に入り、東京女子プロレスがDDTやノアと同じくCyberFightの傘下でそれぞれ男子プロレスとの協調体制により、（試合では男子とは一線を画すも）生き残りを図るなどの動きがみられる。

## 研究と分析
20世紀初頭にプロレスは「スポーツ」としての機能が欠けていることが明らかになると、教育を受けていない労働者階級にとっての安価な娯楽として見下されていた。ただしこれが常に当てはまるとは限らなかった。
その人気の高まりとともに、プロレスは学術研究とジャーナリズムの批判の対象として注目を集めていく。多くの研究者が論文、エッセイによってプロレスリングの慣習、内容、そして現代社会におけるその役割を分析してきた。多くの場合演劇学、社会学、パフォーマンスやメディアに関する研究の一部として取り組まれている。マサチューセッツ工科大学は、プロレスの文化的重要性に関する研究コースを開設し、人類学者のヘザー・リーヴァイはメキシコのルチャリブレの文化についての民族論文を発表した。
社会文化論としては塩見（2008年）、ボール（1993年）のほか
文化としてのプロレス、プロレスの社会学的考察、ルチャ・リブレ : 覆面レスラーのリンクなど、多くの論が展開されていた。
医学では日本では総合病院水戸協同病院でみちのくプロレスをもじった「みとのくプロレス」という症例検討会が開催されているほか、「リハビリプロレスリング」と銘打っているシンポジウムもある。
このほかにジェンダー論、政治学、経営論（川田利明は自ら著書を執筆した）、軍事、心理学、地域活性化
、映像科学、音楽学などでの言及がみられる。
フランスの理論家であるロラン・バルトは1957年に最初に出版された彼の著書『Mythologies』のエッセイ「TheWorld of Wrestling」で、レスリングはより深い分析に値することを最初に提示した。バルトは次のように主張した。血に飢えているとすれば喜んで観客のための演劇モードになり、これは無知な者の詐欺としてではなくて光景として見られるべきであるとしたが、このときレスリングは並置された意味をすぐに読むことを要求し実行される芸術として説明され、論理的な結論ではレスラーやレフェリーは演劇の演者よりその重要性は最低である。バルトによればレスラーの役割は勝つことではなく、期待される動きを正確に通り抜け、観客に劇の光景を与えることであるとしたが、この論と解釈はその後のレスリングに関する研究では基礎事項となっていく。
さらにプロレスは古典的な英雄の統合 、
コンメディア・デッラルテ、
復讐悲劇、
道徳劇、
そしてアメリカン・バーレスクなどの他、「男性向けのメロドラマ」と比喩されることも多く、過去の文学や演劇の世界の役割を果たし、今日に存続するプロモーションによって描かれたキャラクターとストーリーラインも当該社会の気分、態度および懸念を反映しているようにされ、世相の影響を与えることが可能であるとされた。プロレスリングが示す高レベルの暴力性と男らしさは、平時における攻撃性の代用手段となっているとも解釈されている。

## フィクションにおける作品

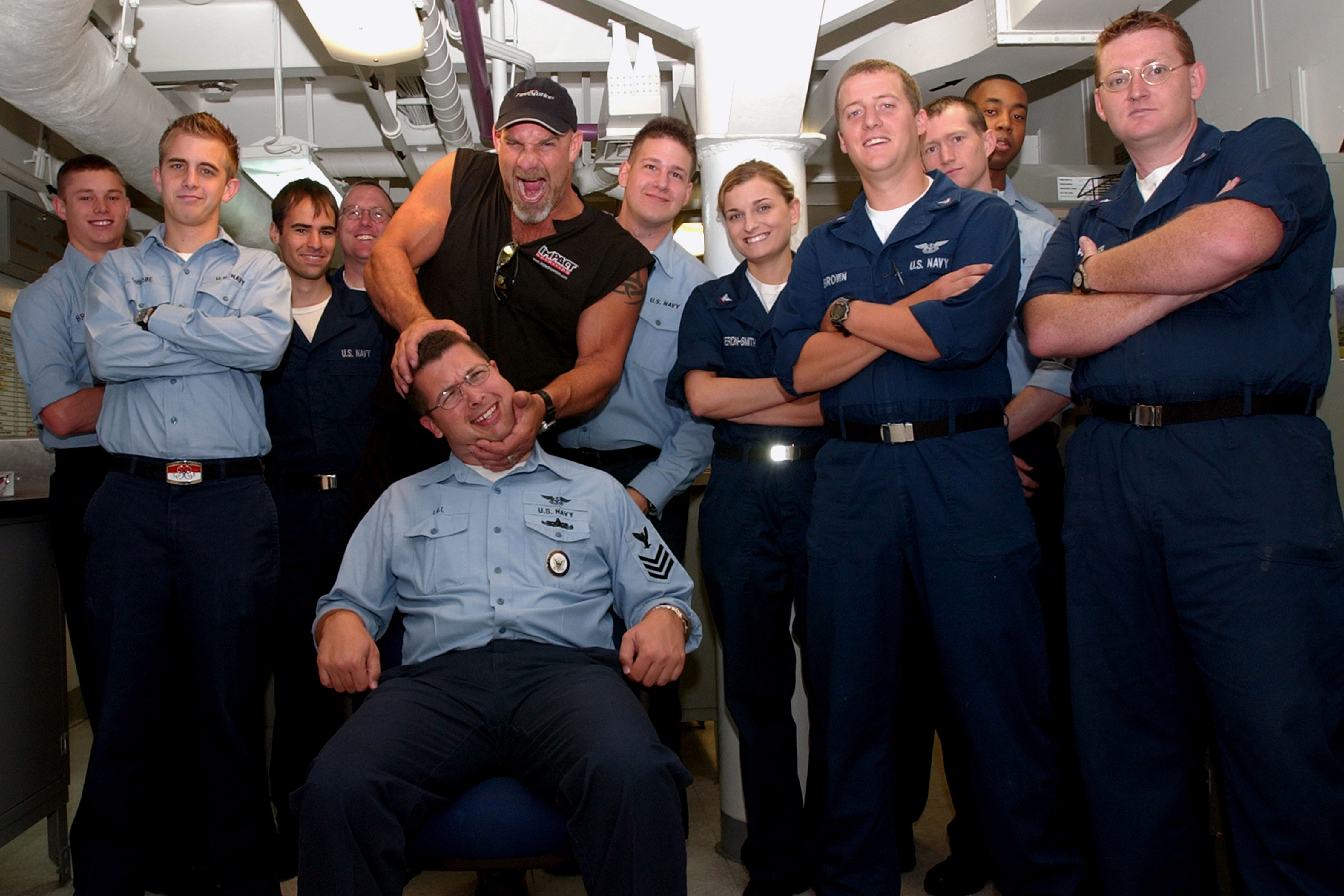
USSロナルド・レーガンを訪れたビル・ゴールドバーグ

プロレス界の有名選手は有名人や人気者と化す。最初の世界選手権が設立されて以来、洋の東西を問わずトッププロレスラーは社会の中で多くの名声も獲得してきたが、年月を重ねるごとに音楽や芸能、さらには執筆、ビジネス、政治、評論等の分野にまでキャリアを広げ、プロレスに興味をもたない人々にも人物として知られるようなレスラーも多く生まれてきた。逆に他のスポーツ選手や一般的なポップカルチャーの著名人も短期間ではあるがプロレスに参戦するなどの現象もある。そうした初期の典型的な例として、アメリカでの1980年代のプロレスブーム（en:1980s_professional_wrestling_boom）から端を発したプロレスとMTVを組み合わせたロックン・レスリング・コネクション（Rock 'n' Wrestling Connection）が知られる。
プロレスは一般的な素材として文化でおなじみの比喩やインターネットミームにも活用され、パロディーを使って他の作品の中で描かれることも多い。多くのプロレスラーはフリーランスとして活動し、さまざまなプロモーションに出演している。
プロレスは独自の文化とコミュニティを築き上げ、独特の言語も生み出した。ポップカルチャーにおいて主流の成功を収め、多くの用語や隠語、比喩、概念が日常会話や映画、音楽、テレビ、ビデオゲームに登場しまた多くのプロレスラーが国内外のスポーツ界の象徴となり、広く認知されている。中には、演技などの他の舞台芸術でさらなる名声と成功を収めた選手もいる。例えば、ジョン・シナ、デイヴ・バウティスタ、ドウェイン・「ザ・ロック」・ジョンソンなど多くのプロレスラーも、主に大作映画への出演で、またクリス・ジェリコや「マッチョマン」ランディ・サベージなど音楽活動で、自らの力で知名度をあげた。

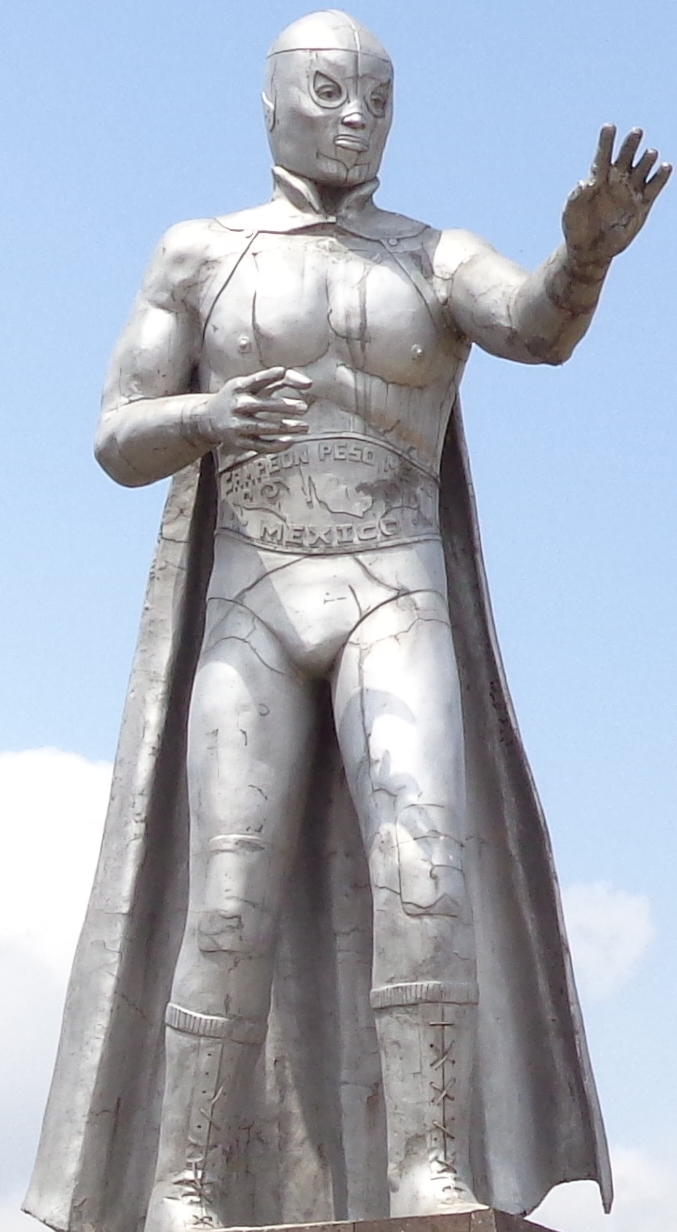
メキシコのレスラー、エル・サントは同国で民衆の英雄となり、故郷のトゥランシンゴには彼の像が立っている。

これまでキャラクターのプロレスラーを主人公として描いた多くのテレビ番組や映画が世界各地で制作されている。たとえば、Ready to Rumble、からルチャシネマ（ムーチャ・ルーチャ!、ナチョ・リブレ 覆面の神様、そしてエル・サントの映画シリーズ＝俗にサント映画という、他）など、多岐にわたる。
1950年のフィルム・ノワールであるジュールズ・ダッシン監督、リチャード・ウィドマークとジーン・ティアニー主演『街の野獣』はロンドンのプロモーターが規模を拡大しようとしているという話をして、本物のプロレスラーであるスタニスラウス・ズビシュコが出演した試合を特集している。
ミッキー・ロークが演じたプロレスラーについての2008年の映画『レスラー』はヴェネツィア映画祭金獅子賞、ゴールデングローブ賞主演男優賞を受賞しているほか、オスカーのいくつかの部門にもノミネートされた。ゴージャスなレスリングの女性のプロモーションに基づいた2017年のテレビシリーズ『GLOW: ゴージャス・レディ・オブ・レスリング』は、第70回プライムタイム・エミー賞で傑出したコメディシリーズ部門へのノミネートなど、高い評価を得た。2019年の『ファイティング・ファミリー』は、イギリスのプロレスラー、ペイジのキャリアを描いた伝記的スポーツコメディドラマ映画。『ウォーク・ライク・ア・パンサー』 (Walk_like_a_Panther_(film)) は、1980年代のレスラーグループがパブを救うために最後のショーを開催する様子を描いた2018年のイギリスコメディ映画である。
プロレスの世界を舞台にした舞台劇も制作されている。たとえば『バロン』は、バロン・フォン・ラシクとして知られる実際のパフォーマーレスラーの人生を語るコメディである。『From Parts Unknown ...』は、架空のレスラーの興亡についての物語で、賞にもノミネートされたカナダのドラマである。『トラフォード・タンジ』 (Trafford_Tanzi) は、レスリングのリングを舞台にした劇で、10ラウンドに分かれており、出演者全員がレスリングに参加する。『チャド・デイティの華麗なる入場』 (The_Elaborate_Entrance_of_Chad_Deity) は、架空のレスラーについてのドラマチックなコメディで、レスリングのリングで行われるプロレスの場面が含まれている。『ミトス：ラグナロク』 (Mythos - Ragnarok) は、劇的な会話とプロレスの場面を組み合わせることで北欧神話を舞台用に翻案しており、レスリングが演劇の舞台戦闘として使用された最初の例である。
2009年のサウスパークのエピソード『WTF』は、プロレスメロドラマで構成されたアニメーションである。
ディズニー・チャンネルシリーズの主人公の一人キム・ポッシブルはプロレスの大ファンであり、実際にエピソードで取り上げられた（2人の元WWEレスラーがエピソードで取り上げられた）。
ドキュメンタリー映画の製作者はときにレスラーの生活と、その職業がレスラーとその家族に与える影響を提示してきた。いくつかのドキュメンタリーはプロレスを詳しく取り上げている。1999年、バリー・W・ブラウスタイン監督の劇場ドキュメンタリー『ビヨンド・ザ・マット（Beyond_the_Mat）』は、引退間近のレスラーであるテリー・ファンク、全盛期のミック・フォーリー、恩恵から転落した元スターのジェイク・ロバーツ、ビジネスに参入しようとしているレスリング学校の学生に焦点を当てている。またレスラーのブレット・ハート主演でポール・ジェイ監督の『レスリング・ウィズ・シャドウズ』 (Hitman_Hart:_Wrestling_with_Shadows) などもあり、これに触発されたフィクション作品も存在する。例えば前述した2008年に高く評価された映画『レスラー』などがそれである。
MTVのドキュメンタリーシリーズ『en:TrueLife』は、「私はプロレスラーです」と「私はプロレスラーになりたい」というタイトルの2つのエピソードを特集。その他のドキュメンタリーでは『プロレスの秘密の世界』（The Secret World of Professional Wrestling ）をThe Learning Channel、『Hitman Hart：Wrestling with Shadows』をA＆Eによって制作された。
2005年に発表された『en:Lipstickand Dynamite、Piss and Vinegar：The First Ladies of Wrestling』は、20世紀を通じて女性のレスリングの発展を記録したものである。他にReal_Sports_with_Bryant_Gumbel（ブライアントガンベルのリアルスポーツ）やHBOでも数回紹介されている。
ほかに『en:Bloodstained Memoirs』はクリス・ジェリコ、ロブ・ヴァン・ダム、ロディ・パイパーなどのプロレスラーのキャリアを調査したドキュメンタリーで、第22回（1991年）大宅壮一ノンフィクション賞を受賞した井田真木子の『プロレス少女伝説』は長与千種、神取しのぶ、天田麗文、デブラ・ミシェリーらの足跡をたどり、1980年代に熱狂的なブームとなった女子プロレスの文化を通したルポである。
プロレスもファンによる、SF、ビデオゲーム、漫画などのサブカルチャーに匹敵する独自のサブカルチャー文化があり、特定の団体、特定のレスラー、あるいは特定のジャンルのプロレス番組の録画を収集することを楽しむファンもいる。このため他のスポーツファンと同様に、多くのプロレス愛好家は試合やイベントに足を運び観戦するだけでなく、舞台裏の出来事、今後の展開、企業の意思決定の理由などに積極的な関心を抱いていくため、レスリング業界と密接な関係を持つジャーナリストが執筆する、大規模で多様なニュースレター産業によって支えられているのである。サブカルチャー界では「ラグ」（rag）や「ダートシート」（dirt sheets）という用語として知られるこれらの情報源は、オンラインで急増し、時には速報ニュースを提供し、中にはラジオ番組にまで進出しているものがある。映像媒体も1990年代以降、プロレス映像を専門に扱う企業が数多く設立されたし、WWEは2001年にWCWとECWを買収した際に、両団体の過去のビデオライブラリをすべて取得し、多くの過去の試合をオンラインや家庭用ビデオで紹介。さらに、インターネットの普及により、ファンはこれまで入手できなかった世界中の様々なプロレスの映像に触れることができるようになっている。
競技スポーツと同様に、プロレスを中心にファンタジースポーツリーグも発展。中には、このコンセプトをさらに発展させ、E-fed（電子連盟）を設立した団体もある。E-fedでは、ユーザーが独自の架空のレスラーキャラクターを作成し、他のユーザーとロールプレイングストーリーを楽しめるようになっており、そして、定期的に開催される「ショー」では、試合結果が主催者によって決定される。

### 絵本
- パパはわるものチャンピオン
- パパのしごとはわるものです
- パイルドライバー

### 小説
- お父さんのバックドロップ
- 仰天・平成元年の空手チョップ
- リング・リング・リング
- ファイアボール・ブルース
- 東京デンジャラス・ボーイ
- ヒッキー・カンクーントルネード
- リングサイド
- マッチメイク
- 立ち上がれ、何度でも
- プロレス太平洋戦争
- 少年プロレス王 鉄腕リキヤ
- 掃除屋 プロレス始末伝
- 葬儀屋 プロレス刺客伝
- マスク
- 炎上チャンピオン
- 乙女プロレス
- ポリスマン
- リング・どりいむ 女子プロレスは華やかに[167]
- ガープス・リング★ドリーム―女子プロレス最強伝説[168]

### 漫画、アニメ
- チャンピオン太
- タイガーマスク
- タイガーマスク二世
- タイガーマスクW
- ジャイアント台風
- ウォナビーズ
- プロレススーパースター列伝
- プロレス・スターウォーズ
- キン肉マン
- キン肉マンII世
- キン肉マンII世～オール超人大進撃～
- THE MOMOTAROH
- 1・2の三四郎
- 1・2の三四郎 2
- アグネス仮面
- 太陽のドロップキックと月のスープレックス（落合裕介）
- リッキー台風
- 遙かなるリング
- 燃える!女子プロレス（島本和彦）
- まつりスペシャル
- ラヴ・バズ
- 肉の唄
- スーパーエンジェルズ（わたべ淳）[169]
- 君だけに愛を（金井たつお）
- アリスがヒーロー（ともながひでき、宮崎まさる）
- キャット（ほそかわ春）
- 七月革命!（読み方は「なつきレボリューション!」）（池田多恵子）
- ブリザードYuki
- ルチャDOLL舞（飛鳥弓樹）
- 闘魂少女（林崎文博）
- 超バージン!
- 悪役ブルース（峰岸とおる、梶原一騎）
- 爆骨少女ギリギリぷりん
- 世界でいちばん強くなりたい!
- ファイヤーレオン 新日本プロレス編
- プロレス狂奏曲
- ロリクラ☆ほーるど!
- 仁侠姫レイラ
- 格闘無制限巨娘ターミー（やまだ浩一）
- プ女と野獣 JKが悪役レスラーに恋した話
- いきなりバックドロップ犬
- 最狂超（スーパー）プロレスファン烈伝
- 俺のプロレスネタ、誰も食いつかないんだが。（さかなこうじ）
- プ女子日和（早蕨たまお）
- 下校最強タッグ（徳光康之）
- シャムロック（徳光康之、竜崎遼児）
- 魔装番長バンガイスト
- ここが噂のエル・パラシオ
- APO APOワールド ジャイアント馬場90分一本勝負
- エアマスター
- 格闘美神 武龍
- キックハート
- GO! レスラー軍団
- プラレス3四郎
- メタルファイター・MIKU
- うららちゃんはプロレスなんて大嫌い!
- おてやわらかにぴんく!!
- CAN☆キャンえぶりでい
- KIMURA
- ここが噂のエル・パラシオ
- JOKER
- 新日学園 内藤哲也物語
- ターキージャンキー
- 天然格闘少女ちひろちゃん
- 白兵武者
- ハッスル
- プラレスラーVAN
- プロレス地獄変
- ももプロZ
- リン×ママ
- レッスルエンジェルス
- 弁天橋南商店街女子プロレス！！（タカスギコウ）
- キャットファイトゴーゴー（タナカ☆コージ）
- レッドイーグル（古城武司）
- リングの女王（志賀公江）
- 青春ファイター（志賀公江）
- ダイナマイトピーチ（克・亜樹）
- リングの薔薇（望月三起也）
- 夜縛◆夜明曲（RAN）
- まじだよ（弓月光、武論尊）
- ヒールスター（牧野靖弘）
- カウントスリーでキメてあげる（大宮直依）
- マッドクィーン麗華（夏目時行）
- パラダイスレディー（かきざき和美）
- プリンセスチャンプ（やまだのら）
- 女戦士（アマゾネス）の末裔（もんでんあきこ）
- 赤き血のマット（門井文雄、堂本龍策）
- 女子レスラー紅子（中城健、梶原一騎）
- プロレス悪役シリーズ（一峰大二）
- 青春山脈（かざま鋭二、梶原一騎）
- リング・どりいむ（進藤博子、藤本ひとみ）
- ホップステップダンプ（カトリーヌあやこ）
- 令嬢レスラー（中野喜雄、真樹日佐夫）
- 鉄のチャンピオン（下山長平）
- プロレス鬼（コンタロウ）
- ミラクルボンバー（コンタロウ）

### 実写
- チャンピオン太
- プロレスの星 アステカイザー
- グラン・マスクの男
- お父さんのバックドロップ
- パパはわるものチャンピオン
- 1・2の三四郎
- いかレスラー
- ナチョ・リブレ 覆面の神様
- エル・ポポラッチがゆく!!
- ファイティング・ファミリー
- Young Rock
- リングリングリング
- ワイルド・フラワーズ
- 渋谷系女子プロレス
- ガチ☆ボーイ
- Mask De 41
- ガイア・ガールズ
- レスラー
- スリーカウント
- ACACIA
- 反則王
- 大阪プロレス飯店
- 兜王ビートル
- ファイヤーレオン
- サブイボマスク
- 豆腐プロレス
- 焼肉プロレス
- 俺の家の話
- ファイヤーレオン
- Doglegs
- パラダイス・アレイ
- 力道山
- リングサイド・ストーリー
- 大怪獣モノ
- あゝ!一軒家プロレス
- タイガーマスク
- 太陽からプランチャ
- ゴールデンボンバー
- ザ・ピーナッツバター・ファルコン
- しんぼる
- グラン・マスクの男
- 狂猿
- 空手バカ一代
- カリフォルニア・ドールズ
- ガイア・ガールズ
- おっさんのケーフェイ
- 目指せ! スーパースター
- ママはレスリング・クイーン
- マッスルガール!
- 若者たち2014
- 輝きたいの
- 恋はドロップキック!
- セレクト女子〜優柔不断な私にドロップキック〜
- ビッグ・ショーのファミリー・ショー
- ここが噂のエル・パラシオ
- 極悪女王
- あなたにドロップキックを
- GLOW：ゴージャス・レディ・オブ・レスリング

## 関連書籍
- 著：佐山聡 ナユタ出版会『ケーフェイ』（新装版）1990年2月1日（初版は1985年10月25日発行） ISBN 978-4795220690
- 著：マイケル・R. ボール 翻訳：山田奈緒子、江夏健一 同文舘『プロレス社会学 アメリカの大衆文化と儀礼ドラマ』（JICカルチャー選書）1993年3月1日 ISBN 978-4495857813
- 著：塩見俊一『戦後初期日本におけるプロレスの生成に関する一考察』（立命館産業社会論集 第43巻第4号）2008年3月
- 著：諸井克英　『表象されるプロレスのかたち―多様化する眼前のエンターテインメント』（ナカニシヤ出版）　初版2021年4月25日　9784779515392